# Sièges de Soissons (1814 et 1815)
Pour les articles homonymes, voir Siège de Soissons.
Batailles
Campagne de Russie (1812)
- Liste des batailles
- Mir
- Moguilev
- Ostrovno
- Vitebsk
- Kliastitsy
- Smolensk
- 1re Polotsk
- Valoutina Gora
- Moskova
- Moscou
- Winkowo
- 2e Polotsk
- Maloïaroslavets
- Gorodnia
- Czaśniki
- Viazma
- Smoliani
- Krasnoï
- Bérézina

Campagne d'Allemagne (1813)
- Dantzig
- Lunebourg
- Möckern
- Lützen
- Bautzen
- Reichenbach
- Haynau
- Luckau
- Hoyerswerda
- Lauenbourg
- Goldberg
- Gross Beeren
- Katzbach
- Dresde
- Kulm
- Dennewitz
- Peterswalde
- Liebertwolkwitz
- Leipzig
- Hanau
- Sehested
- Torgau
- Hambourg

Campagne de France (1814)
- Sainte-Croix-en-Plaine
- Besançon
- Mayence
- Metz
- Saint-Avold
- 1re Saint-Dizier
- Brienne
- La Rothière
- Campagne des Six-Jours (Champaubert
- Montmirail
- Château-Thierry
- Vauchamps)
- Mormant
- Montereau
- Bar-sur-Aube
- Saint-Julien
- Laubressel
- Berry-au-Bac
- Craonne
- Coutures
- Laon
- Soissons
- Mâcon
- Reims
- Saint-Georges-de-Reneins
- Limonest
- Arcis-sur-Aube
- Fère-Champenoise
- 2e Saint-Dizier
- Meaux
- Claye
- Villeparisis
- Paris

- Feistritz
- Caldiero (en)
- Trieste
- Mincio

- Hoogstraten (de)
- Anvers
- Berg-op-Zoom
- Courtrai

Les sièges de Soissons en 1814 et 1815 sont une série d'opérations qui opposent l'armée française napoléonienne aux armées de la Sixième Coalition pendant la campagne de France de 1814 ; la ville est de nouveau encerclée et défendue en juin 1815 dans les dernières opérations de la guerre de la Septième Coalition. 
La ville de Soissons, sous-préfecture, petite forteresse et point de passage sur l'Aisne, change de mains à plusieurs reprises en 1814. Elle est prise une première fois le 14 février 1814 après un bref siège par le corps russe de Ferdinand von Wintzingerode, détaché de l'armée du Nord de Bernadotte, qui l'évacue peu après. Elle est réoccupée par les Français et placée sous le commandement du général Jean-Claude Moreau. Le 3 mars 1814, la ville est prise en tenaille entre les forces prussiennes de Bülow et russes de Wintzingerode lors du second siège de Soissons : Moreau, craignant la mise à sac de la ville, capitule en obtenant la permission de se retirer avec ses troupes. Plusieurs auteurs considèrent la capitulation de Soissons comme le basculement de la campagne car l'armée de Blücher, serrée de près par Napoléon, était sur le point d'être acculée sur l'Aisne ; d'autres font valoir que la défense de la ville avait peu de chances de succès et que les Prussiens disposaient d'autres points de passage. Soissons, tenue par les Russo-Prussiens d'Aleksandr Roudzevitch (ru), est attaquée sans succès le 5 mars 1814 par les troupes françaises des maréchaux Marmont et Mortier ; la ville est incendiée par le bombardement français et mise au pillage par les troupes coalisées qui l'évacuent deux jours plus tard pour rejoindre l'armée de Blücher. Enfin, les troupes de Bülow assiègent encore la ville, défendue par le commandant Gérard, du 20 au 31 mars 1814 sans pouvoir l'emporter ; ils se contentent ensuite d'un blocus à distance jusqu'à la fin de la guerre. 
Pendant la campagne de France de 1815, Soissons est mise en défense par Gérard, devenu colonel. Elle est soumise à un blocus à la fin de juillet et, sur ordre de Louis XVIII, dépose les armes le 10 août. Elle est occupée par l'armée russe à partir du 14 août 1815.

## Premier siège de 1814

### Un département menacé (décembre 1813 - janvier 1814)
Après la défaite de Napoléon dans la campagne d'Allemagne devant des forces très supérieures en nombre, les armées de la Sixième Coalition franchissent le Rhin en décembre 1813. En décembre 1813, l'armée du Nord de Bernadotte, forte de 130 000 hommes, entre en Hollande et Belgique ; la frontière nord de la France est presque totalement dégarnie pour faire face aux autres armées coalisées venues de l'est. L'armée française en 1814, décimée par les défaites et les épidémies, a le plus grand mal à assurer la conscription. Le 17 décembre 1813, Napoléon ordonne de rétablir la Garde nationale pour veiller sur les places de l'intérieur ; par un décret du 30 décembre, la moitié des gardes nationaux de l'Aisne, avec ceux de l'Eure-et-Loir, du Loiret et de l'Oise, sont envoyés dans un camp à Meaux pour rejoindre l'armée principale de Napoléon. Le 10 janvier 1814, un décret renouvelant celui de la mobilisation de 1792 ordonne la création d'un grand camp retranché à Soissons pour couvrir les frontières du Nord et des Ardennes. La conscription rencontre peu de résistance active, bien que des réfractaires se cachent dans les forêts, mais l'état d'esprit de la population est morose et sans enthousiasme, particulièrement chez les fils de propriétaires qui refusent de servir comme officiers. Il est à peu près impossible de trouver des fusils utilisables, ceux qu'on trouve sont rouillés ou défectueux et on doit réquisitionner les fusils de chasse. L'argent manque et les fournisseurs d'uniformes et effets militaires ne veulent livrer que s'ils sont payés comptant ; le baron Malouet, préfet de l'Aisne, doit engager sa fortune personnelle pour obtenir la livraison. 
Bientôt, les habitants apprennent l'invasion des départements de l'est. Leurs dépôts militaires sont déplacés vers la Picardie et Versailles, de même que la Manufacture d'armes de Charleville ; des réfugiés des Ardennes arrivent à Soissons. Une compagnie de Garde nationale sédentaire est levée dans la ville le 21 janvier. Le colonel Pierre-Marie Berruyer, promu général de brigade, est nommé gouverneur de Soissons le 19 janvier ; il trouve les fortifications en mauvais état, les remparts effondrés et les fossés comblés par endroits, pas d'artillerie et peu d'approvisionnements. Il met au travail des prisonniers de guerre espagnols et des ouvriers des villages voisins ; il arrive à former des unités parmi les vétérans et en retenant les soldats et gardes nationaux isolés évacués de l'est. Le  général de division Rusca est nommé commandant du camp retranché où doivent se rassembler les gardes nationaux de l'Aisne et autres départements mais quand ils arrivent, dans les derniers jours de janvier, c'est le plus souvent sans armes, mal équipés, sans discipline et très démoralisés. Le camp lui-même n'a pas de baraquements et il faut loger les soldats dans les villages voisins ; le général Rusca est en querelle continuelle avec le sous-préfet qui multiplie les difficultés pour lui fournir du bois et de la paille, destinés en priorité au camp de Châlons. Les gardes nationaux ne reçoivent pas de solde et peu de vivres et les désertions commencent à se faire sentir ; elles se multiplieront dans les mois suivants. Berruyer avait formé une compagnie de 120 hommes à partir de soldats dispersés : par ordre supérieur, ils sont envoyés au camp de Châlons. Les conscrits originaires de l'ancienne Belgique sont envoyés au camp de Troyes pour compléter la Jeune Garde. Au 13 février, un seul bataillon de garde nationale est équipé. Sur 20 000 gardes nationaux mobilisés qui devaient se rassembler à Soissons, à peine 5 000 à 6 000 se présentent dont la moitié sont transférés ailleurs. En plus des gardes nationaux, la garnison compte 600 conscrits italiens, 80 à 100 gendarmes à cheval et la garde urbaine de Soissons. Les artilleurs qualifiés font presque totalement défaut et la place de La Fère, qui a besoin d'eux pour ses ateliers et sa défense, n'en fournit que 9 dont 4 désertent en route. Cependant, le général Rusca parvient à intercepter quelques officiers d'artillerie de marine qui traversaient la ville et à mettre en service ses pièces. 
Le général Berruyer a reçu huit pièces d'artillerie mais reste très pessimiste sur les possibilités de défense. Le 5 février, il écrit au commandant de la division militaire de Paris : « Vous savez mieux que personne que cette ville, ouverte de toutes parts à une force qui me serait supérieure, ne peut être occupée que fort peu de temps ». Le ministre de la guerre, Clarke, duc de Feltre, répond le 6 février qu'il s'inquiète peu de l'apparition de troupes ennemies « parce que, comme ces bandes sont isolées, elles ne paraissent pas susceptibles de tenter rien de sérieux du côté de Soissons ». Le 7 février, Napoléon lui-même ordonne de retirer tous les gardes nationaux de Soissons moins un bataillon pour les envoyer à Meaux ; Berruyer a le plus grand mal à différer l'application de cet ordre.
Les remparts de Soissons, trop étendus pour une faible garnison, datent en grande partie du XVIe siècle ; ils sont insuffisants et mal entretenus ; les brèches ne sont réparées que pour le service de l'octroi, les parapets en partie rasés et convertis en jardins. Berruyer, malgré le manque d'argent, de bois et de chevaux de trait, fait faire un certain nombre de travaux, réparer une partie des brèches, fermer par des grilles les égouts qui donnent sur les fossés, détruire quelques maisons trop proches des remparts, mais les consignes du ministre ne lui permettent pas de raser les maisons et usines des faubourgs qui y donnent accès. De plus, les travaux défensifs se concentrent sur le côté sud, vers Château-Thierry, qui semble menacé par l'armée de Blücher, et négligent le côté nord. Enfin, les entrepôts ont été vidés au bénéfice des camps de Meaux et Châlons, et Soissons n'a que pour deux jours de vivres.  

### Prise de la ville (14 février 1814)

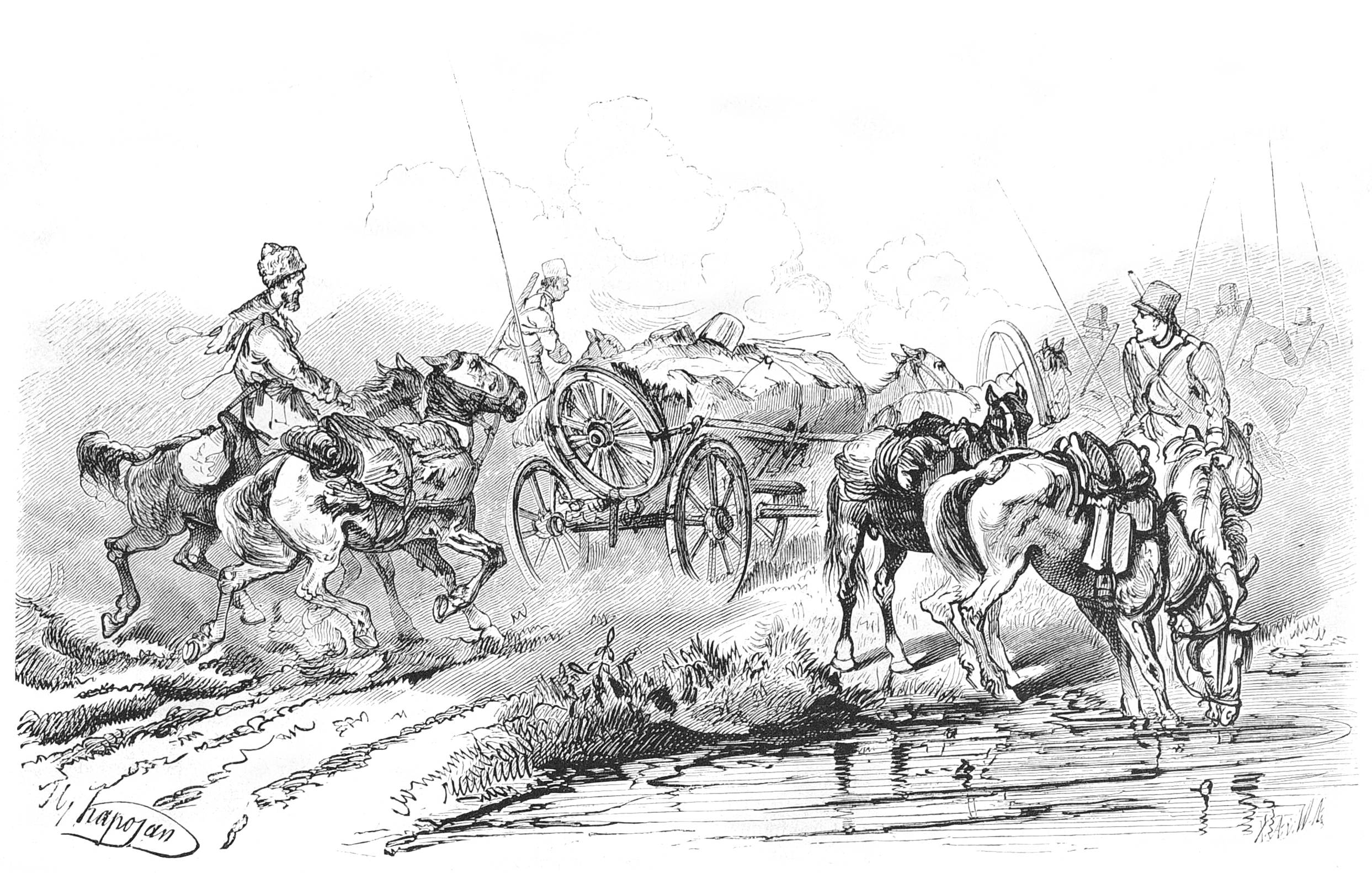
Les cosaques, avant-garde de l'armée d'invasion. Die Gartenlaube, 1877.

En février 1814, le corps d'armée russe du général Ferdinand von Wintzingerode, détaché de l'armée du Nord de Bernadotte qui vient d'occuper la Belgique, entre en France par Philippeville. Le 9 février, son avant-garde conduite par Alexandre Tchernychev s'empare sans difficulté d'Avesnes-sur-Helpe, une des places de l'ancienne ceinture fortifiée de Vauban, défendue seulement par une compagnie d'invalides. L'hiver est exceptionnellement froid et le gel permet aux troupes d'invasion de manœuvrer sur des chemins qui, par temps plus doux, seraient boueux et impraticables. Le 6 février, un détachement de 150 cosaques pousse jusqu'à Reims et l'occupe brièvement sans rencontrer de résistance. Le préfet de Laon, apprenant que l'armée ennemie est proche, prépare l'évacuation des administrations civiles et militaires vers La Fère ; elles quittent la ville le soir du 11 février et les Russes y entrent le lendemain matin tandis que Soissons reçoit les administrations et un grand nombre de fugitifs de Reims. Une cargaison de 2 000 fusils réclamée depuis longtemps, envoyée de Paris, n'arrive que le soir du 12 février et beaucoup d'hommes n'ont pas encore appris à charger leur fusil.
Le 12 février, Tchernychev demande à Wintzingerode l'autorisation de marcher sur Soissons. Le lendemain, avec 4 200 hommes, il attaque les avant-postes français du mont de Crouy, les poursuit jusqu'au faubourg Saint-Waast et capture un détachement de 500 gardes nationaux qui revenait par la route de Vailly-sur-Aisne,. Cependant, les défenseurs de Soissons croient n'avoir affaire qu'à un petit détachement, ne prennent pas la peine de couper le pont de la porte de Crouy et maintiennent la plus grande partie de leurs forces sur le rempart sud : en effet, Napoléon vient de remporter sur les Russo-Prussiens la bataille de Château-Thierry et leur a fait envoyer des courriers pour qu'ils se tiennent prêts à arrêter l'ennemi en retraite venant de ce côté. 

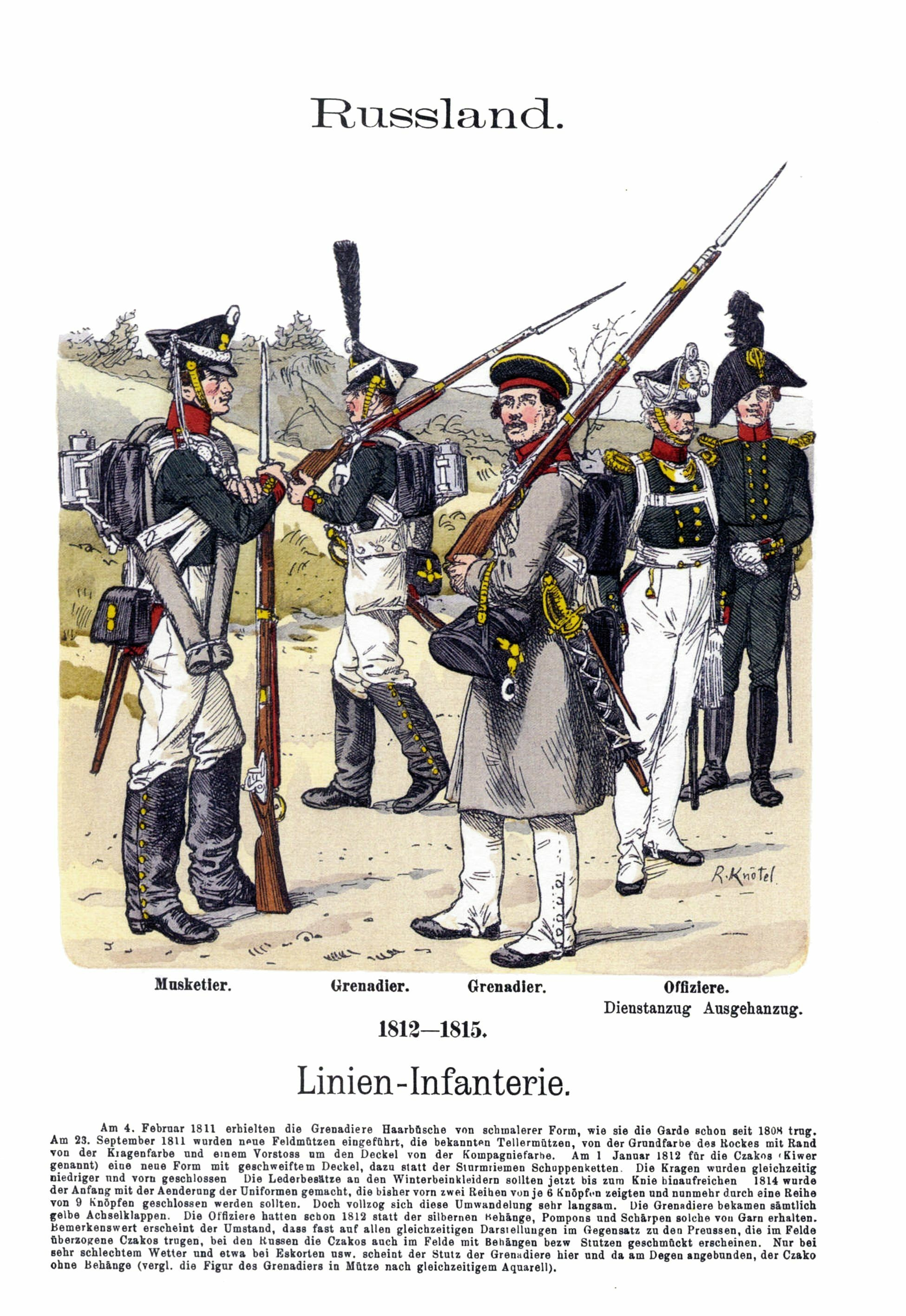
Infanterie russe vers 1812-1813. Dessin de Richard Knötel, 1890.

Le matin du 14 février 1814, les Russes surgissent sur la rive nord au nombre de 10 000 au moins : 2 régiments de dragons, 2 de lanciers, 1 200 à 1 500 cosaques à pied et 4 000 hommes d'infanterie régulière, munis de dix pièces de grosse artillerie et quelques pièces légères. Vers 10h, Tchernychev envoie une sommation au général Rusca qui refuse de la recevoir
L'assaut commence vers midi. Les Russes grimpent sur les toits des faubourgs, s'emparent d'une auberge dont les toits dominent le rempart et font feu sur les défenseurs. Le général Rusca est mortellement blessé ; les artilleurs français sont décimés par le feu des tirailleurs et des canons russes. Puis les Russes, escaladant les remparts en plusieurs points, se répandent dans la ville ; la plupart des gardes nationaux se débandent en abandonnant leurs armes et leurs uniformes, craignant d'être massacrés s'ils résistaient. Le général Longchamp, qui a remplacé Rusca, est capturé et capitule, tandis que les généraux Berruyer et Danloup-Verdun s'échappent vers Compiègne. Les Russes ont perdu 500 tués et blessés mais capturent 3 000 prisonniers, 13 canons et d'importants approvisionnements. Un garde champêtre est chargé par le conseil municipal de porter la reddition de la ville à Wintzingerode qui ordonne aussitôt d'arrêter le pillage. Malgré des violences isolées, attribuées surtout aux cosaques irréguliers, les témoins français reconnaissent que les soldats russes se sont montrés beaucoup moins féroces que les Prussiens qui, deux jours plus tôt, avaient massacré des civils et des femmes à Château-Thierry.
Danloup-Verdun parvient à sortir de la ville avec un millier de rescapés mais, harcelés en chemin par les cosaques, ils sont capturés ou se dispersent ; il ne lui reste qu'une poignée d'hommes en arrivant à Compiègne.

### D'un siège à l'autre

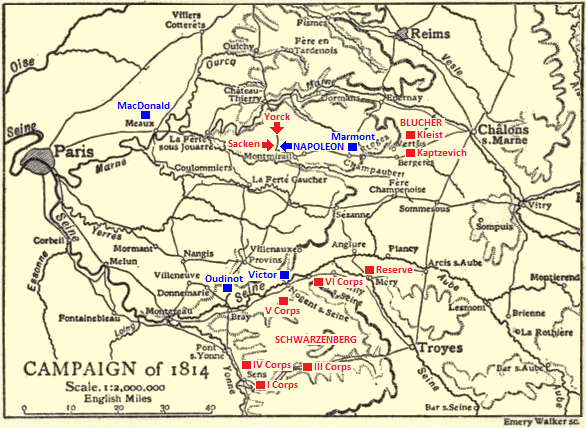
Position des armées au 11 février 1813 : Napoléon bat les corps d'Osten-Sacken et Yorck avant de se retourner contre Blücher.

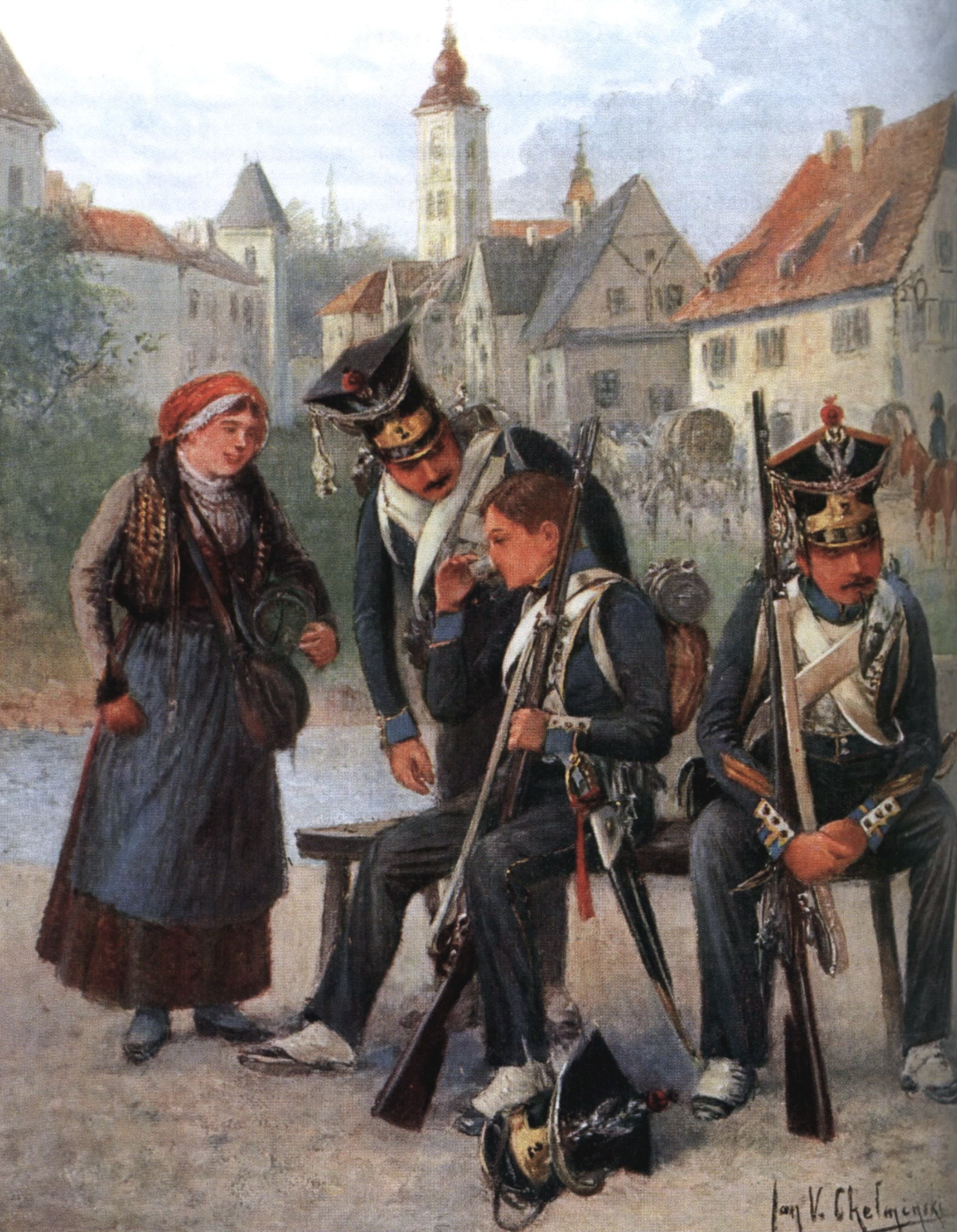
Fantassins polonais de l'armée napoléonienne, peinture de Jan Chełmiński (1851-1925).

L'occupation russe ne dure que deux jours. Le 15 février, Wintzingenrode fait célébrer des funérailles militaires en l'honneur du général Rusca ; les corps des autres militaires français sont jetés sommairement dans la rivière. Le soir même, apprenant les défaites en série de Blücher dans la campagne des Six-Jours, il décide d'évacuer la ville sans laisser de garnison ; les prisonniers français sont envoyés vers Laon, les troupes se dirigent vers Reims. Dans la nuit du 16 au 17, des hussards français détachés du corps de Mortier traversent la ville pour aller reconnaître les mouvements de l'adversaire ; ils repartent ensuite vers Villers-Cotterêts tandis que des cosaques continuent de rôder aux environs, provoquant l'effroi des habitants. Napoléon suppose, à tort, que le corps russe bat en retraite vers les Ardennes. Croyant l'armée de Blücher pratiquement détruite, il quitte la vallée de la Marne pour faire face à la Grande Armée coalisée, commandée par Schwarzenberg, qui menace Paris par le sud-est : il laisse en observation les corps des maréchaux Marmont et Mortier.
Soissons reste vide de troupes pendant quelques jours. Le 19 février, le maréchal Mortier vient y établir une nouvelle garnison : 750 fantassins polonais du régiment de la Vistule, 120 artilleurs avec 20 canons, 200 à 300 chasseurs à cheval, plus la garde nationale reconstituée. Il nomme commandant de place le général Jean-Claude Moreau. Alors que les souverains alliés sont réunis pour discuter de l'avenir de la France au Congrès de Châtillon, Mortier, à l'hôtel de ville, prononce un discours pour annoncer que Napoléon est en train de battre Schwarzenberg sur la Seine et l'Yonne et va bientôt chasser les alliés du territoire national : « Ce n'est pas à Châtillon, c'est sur le Rhin que nous dicterons des lois ».
Selon le général Woldemar Löwenstern, officier russe qui participera au second siège, « la forteresse était à peu près dans le même état que lorsqu'elle tomba aux mains de Tchernitcheff. La garnison était même  moins nombreuse, mais elle se composait en revanche de soldats aguerris, durs à la fatigue, indifférents au danger. L'artillerie était plus forte et mieux servie ». Cependant, l'approvisionnement de la garnison laisse à désirer : ses 20 canons arrivent le 23 février avec seulement les munitions de leurs coffres, et les obusiers n'ont pas de munitions du tout. Une brigade de 2 500 gardes nationaux, partis d'Orléans sous le commandement du colonel Chabert, est envoyée pour renforcer Soissons : ayant reçu son équipement avec retard, elle n'arrivera que le 5 mars. Beaucoup d'habitants, surtout des plus riches, quittent la ville par crainte de nouveaux combats. Le ministre Clarke, sur instruction de l'empereur, avait commandé à Moreau de faire raser les maisons et auberges des faubourgs qui pouvaient servir de base à des attaquants : Moreau, cédant aux réclamations des propriétaires, retarde ces travaux. Il néglige aussi de faire miner le pont sur l'Aisne. Le ministre se fait beaucoup d'illusions sur la valeur de Moreau, officier mal avisé qui avait abandonné Auxerre à une petite troupe autrichienne ; il lui écrit même : « J'ai lieu d'être persuadé que vous saurez défendre cette ville intéressante avec la vigueur et l'énergie que vous avez montrées pour la défense de la ville d'Auxerre, ».

## Deuxième et troisième sièges de 1814

### Les armées convergent vers Soissons

#### Du 18 au 28 février
En fait, la bataille de Montereau, qui oppose Napoléon à Schwarzenberg le 18 février, n'est nullement décisive tandis que Blücher, qui a eu le temps de refaire ses forces, reprend l'offensive dans la vallée de la Marne. Le 18 février, il est à Châlons avec 43 000 fantassins et 15 150 cavaliers commandés par Yorck, Kleist, Osten-Sacken et Langeron ; il attend un renfort de  5 200 fantassins et 1 800 cavaliers. Avec les renforts qui lui arrivent, non compris les corps de Bülow et Wintzingerode qui dépendent encore de l'armée du Nord, l'armée de Silésie est au moins aussi forte qu'avant ses défaites de la campagne des Six-Jours. 
Wintzingerode, entré à Reims le 24 février, attend les corps de renfort russes de Vorontsov et Stroganov qui arrivent d'Allemagne du Nord. La cavalerie russe opère librement sur la route de Soissons à Berry-au-Bac et tient le bac de Vailly-sur-Aisne. 
Le 24 février, le corps de Bülow, venu de Belgique où il a participé au siège d'Anvers, entre à Laon avant de se diriger vers La Fère. 
Marmont, à Montmirail, n'a plus qu'une petite troupe, 2 400 fantassins et 900 cavaliers, écrit-il le 21 février, « le tout usé par cinquante-trois jours de marche et plus de combats où tout ce qu'il y avait de meilleur a péri ». Mortier est à Château-Thierry avec 10 000 hommes.
Le 22 février, devant Troyes, Napoléon cherche l'affrontement avec l'armée de Schwartzenberg. Le maréchal Oudinot prend d'assaut Méry-sur-Seine, tenue par une avant-garde de l'armée de Silésie, pour s'assurer le passage du fleuve et empêcher Blücher de soutenir Schwartzenberg ; cependant, il ne peut conserver le pont, incendié par les Russes. Schwartzenberg refuse la bataille générale et bat en retraite vers l'Aube en ne livrant que quelques escarmouches. L'armée de Napoléon reprend Troyes le 24 février. 

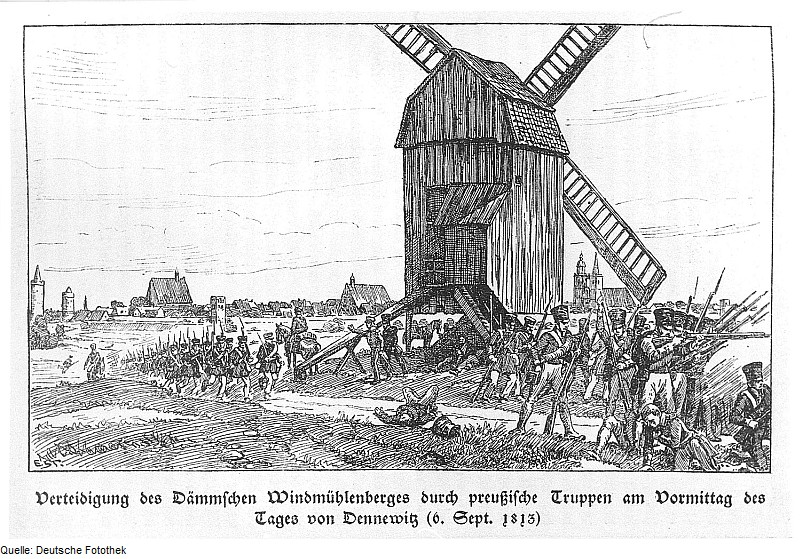
La bataille de Dennewitz, remportée par Bülow le 6 septembre 1813, marque le début du réveil militaire prussien.

Le 25 février, l'état-major de la coalition, réuni à Bar-sur-Aube, décide que les corps de Bülow et Wintzingerode feront désormais partie de l'armée de Blücher. Celui-ci refuse de suivre le trop prudent Schwarzenberg dans une retraite qui peut le ramener sur Langres et le Rhin et préfère marcher au nord-est vers la Marne et l'Aisne où, avec les troupes de Bülow et Wintzingerode et les renforts russes que va leur amener Saint-Priest, il pourra rassembler 100 000 hommes contre les 40 000 de Napoléon.
Dans la nuit du 26 au 27 février, Napoléon prend ses dispositions pour marcher contre Blücher avec la Garde impériale et ses principales forces. Il écrit à Ney, qui est à Arcis-sur-Aube, de partir en avant-garde et de faire annoncer son arrivée à Marmont car « il n'y a plus un moment à perdre pour poursuivre l'ennemi ».
Le 25 février, Blücher écrit à Wintzingerode de se porter vers Soissons. Dans la nuit du 26 au 27, Marmont et Mortier quittent Jouarre et La Ferté-sous-Jouarre en coupant les ponts derrière eux et se dirigent vers Trilport. Devant Meaux, un bref combat les oppose à la cavalerie prussienne qui se replie : les Prussiens ignorent que les deux maréchaux n'ont plus que 4 300 hommes. Le 27 février, la division de Thümen, faisant partie du corps de Bülow, arrive devant La Fère : après une ou deux heures de bombardement, alors que les cosaques se répandent autour des remparts par les fossés gelés, un émissaire prussien, le capitaine Martens, se présente au commandant de la place et le persuade de capituler : celui-ci, très inférieur en force, obtient que lui et ses hommes se retirent de la place en promettant de ne plus servir jusqu'à la fin de la guerre. Les Prussiens s'emparent de 25 canons, de grands approvisionnements et d'un équipage de ponts,.
Le 28 février au matin, à Fère-Champenoise, la cavalerie de Tettenborn rencontre l'avant-garde de Ney : Tettenborn, après avoir identifié les forces ennemies, se replie après un court combat mais fait savoir à Blücher que l'armée de Napoléon se dirige vers lui. Le même jour, Blücher reçoit un courrier de Wintzingerode l'informant que lui et Bülow sont en route pour rejoindre l'armée de Silésie et marcher vers Paris. Dans la soirée, Marmont et Mortier attaquent le corps de Kleist à Gué-à-Tresmes et l'obligent à se replier vers le gros de l'armée de Blücher. Celui-ci, avant d'aller à la rencontre de Bülow et Wintzingerode, fait encore une tentative pour éliminer Marmont et Mortier mais échoue à passer l'Ourcq à Lizy.

#### Du1erau 3 mars

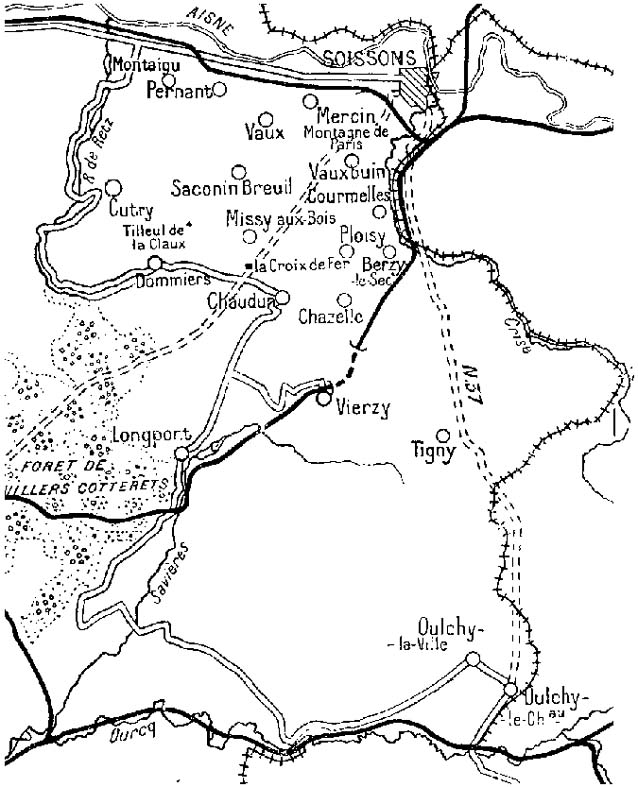
Soissons et ses abords sud jusqu'à Oulchy-le-Château, quartier général de Blücher au 3 mars. La N 37 correspond à la route principale de Paris à Soissons.

Bülow et Wintzingerode s'entendent pour marcher sur Soissons et se rendre maîtres de la ville et du pont : Bülow arrivera par la rive nord de l'Aisne et Wintzingerode par la rive sud. Le 1er mars, Wintzingerode quitte Reims et passe la nuit à Fismes. Il a fait fabriquer à Reims des échelles d'assaut pour escalader les remparts,. Bülow part de Laon 1er mars avec l'équipage de ponts saisi à La Fère, qu'il fait poser sur l'Aisne à Venizel dans la journée du 2 mars.
Le 1er mars, Napoléon arrive à Jouarre où les Prussiens ont coupé les ponts sur la Marne. Le dégel et le mauvais temps rendent la marche très pénible pour les deux armées qui doivent marcher par des mauvais chemins de traverse. 
Le 2 mars, Marmont et Mortier reçoivent le renfort de la division Poret de Morvan venue de Paris : ils attaquent aussitôt Kleist à May-en-Multien et le poursuivent jusque dans la nuit. Marmont a cependant pu constater que les Prussiens ont encore 30 000 fantassins, 8 000 cavaliers et ne sont pas du tout à bout de forces : « Cette armée ne fuit pas ; elle est en opérations […] Cette armée a un bel équipage de ponts et, par conséquent, des moyens d'opérer à volonté sur les rivières ». 
Napoléon est bloqué sur la Marne par la destruction des ponts de La Ferté-sous-Jouarre et le manque d'équipages de ponts ; il écrit :« Si j'avais eu un équipage de ponts à Méry, l'armée de Schwarzenberg eût été perdue. Si j'en avais eu un ce matin, l'armée de Blücher eût été perdue ». Ce n'est que dans la nuit du 2 au 3 que les marins de la Garde impériale parviennent à construire des ponts provisoires qui sont franchis aussitôt par la cavalerie française ; un équipage de ponts fabriqué sur le port de Paris ne partira que le 3 mars au soir et sera abandonné en route par la désertion des charretiers. Dans la journée du 2, la cavalerie de Grouchy mène des reconnaissances autour de Meaux, Montmirail et Château-Thierry.

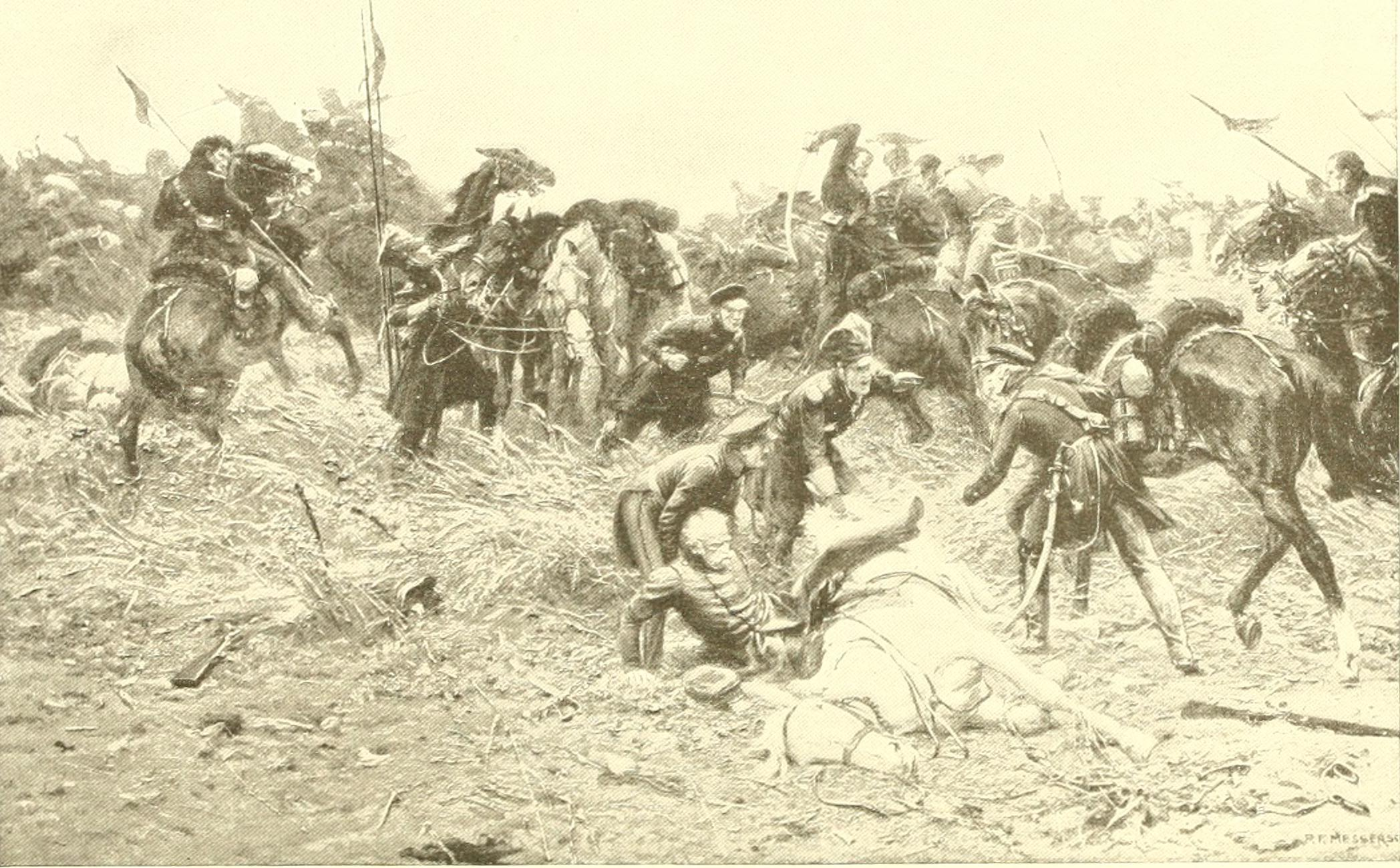
Le « maréchal En avant ! » dans une mauvaise passe : Blücher tombé de cheval à la bataille de Ligny en 1815. Gravure britannique de 1899.

Blücher se dirige vers Oulchy-la-Ville mais s'inquiète d'être sans nouvelles de Bülow et Wintzingerode. En fait, le messager envoyé par ce dernier a été intercepté par les Français dans la forêt de Villers-Cotterêts. Pour masquer sa retraite vers le nord, dans l'après-midi du 2, Blücher ordonne à Kleist de contre-attaquer les maréchaux près de May-en-Multien, puis de décrocher pour repasser à l'est de l'Ourcq. Après avoir difficilement traversé l'Ourcq à la nuit tombante par le petit pont de Mareuil, Kleist passe la nuit vers Neuilly-Saint-Front ; les deux autres corps de l'armée de Silésie sont à Oulchy-la-Ville et l'état-major de Blücher à Oulchy-le-Château. Le corps d'Yorck est particulièrement exténué : après une série de combats et replis, il a dû faire plusieurs contremarches pour contourner des passages impraticables puis marcher trois nuits de suite sur une route déjà embouteillée par le corps russe de Kaptsevitch (en) ; ses soldats, à court de ressources, vivent de pillage et détruisent les quelques villages traversés pour se procurer du bois à brûler et de la paille ; il arrive à Oulchy-le-Château le 3 mars au petit matin.
À 5 h et 7 h du matin le 3 mars, Blücher reçoit deux courriers de Wintzingerode et apprend avec consternation que celui-ci et Bülow, au lieu de venir le rejoindre, ont mené la veille une attaque infructueuse contre Soissons : Wintzingerode a fait jeter un pont sur l'Aisne à Vailly pour le cas où l'armée devrait repasser sur la rive nord.
Le matin du 3 mars, Marmont continue de poursuivre les corps de Kleist, Yorck et Kaptsevitch qui progressent péniblement vers le nord. Vers 10 h, à Passy-en-Valois, il rencontre l'arrière-garde du colonel Blücher ; l'artillerie française ouvre le feu ; le colonel se replie sur les lignes tenues par les cavaleries prussienne et russe à la hauteur de Neuilly-Saint-Front, où elles couvrent le pont sur l'Ourcq jusqu'au passage complet de leurs bagages. Les tirs d'artillerie se prolongent tout l'après-midi ; Kleist décroche et se replie entre 15 h et 16 h, Kaptsevitch vers 17 h.
Dans la journée du 3 mars, Napoléon est à Montreuil-aux-Lions et ignore la situation de Soissons ; à 14 h, il fait écrire à Grouchy : « Si, comme tout porte à le croire, l'ennemi prend la direction de Soissons, écrivez à Marmont et à Mortier de le poursuivre vivement ».

### Deuxième siège (2-3 mars)

#### Encerclement et capitulation de la ville

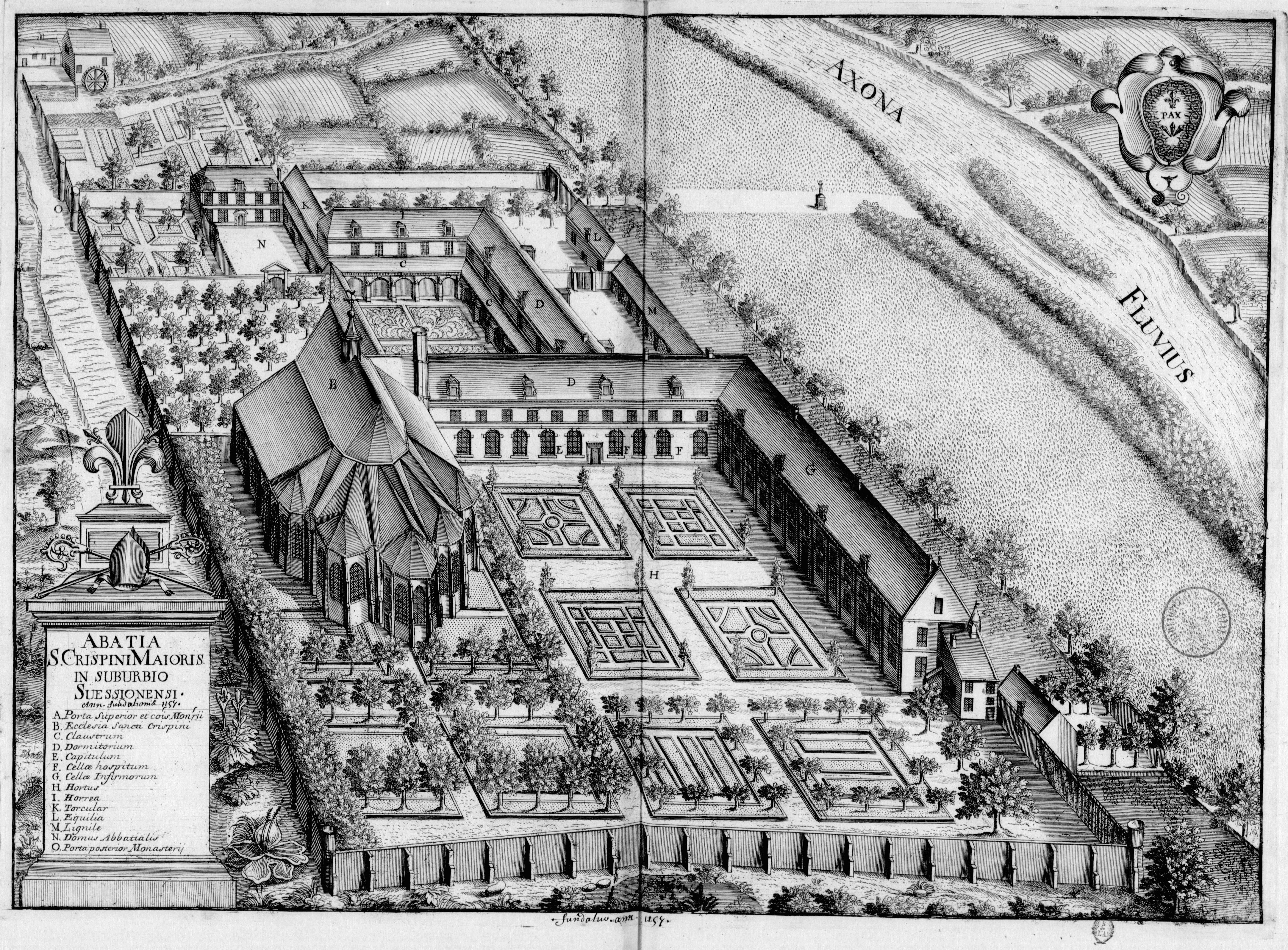
Saint-Crépin-le-Grand, abbaye convertie en fabrique aux portes de Soissons, gravure du XVII.

Le 1er mars, Moreau ignore encore que les deux corps de Bülow et Wintzingerode se rapprochent de Soissons : il sait seulement qu'un détachement ennemi a été vu sur la route de Villers-Cotterêts . Le 2 mars à 9 h du matin, les deux corps se déploient en même temps devant la ville, celui de Bülow au nord dans la plaine de Crouy, celui de Wintzingerode au sud vers Saint-Crépin-le-Grand. La petite garnison se met en défense avec 300 Polonais au nord, vers la porte de Laon, 300 au sud, vers la porte de Reims, tandis que les 100 Polonais restants et les éclaireurs de la Garde restent en réserve au centre de la ville et que la Garde nationale garnit de son mieux les autres positions. À 10h30, la garnison ouvre le feu et refuse de recevoir un émissaire russe ; l'artillerie russe riposte. Les Prussiens au nord, les Russes au sud mènent deux attaques infructueuses mais la garnison a perdu 120 blessés, dont le colonel polonais Kosinski, et 23 tués. Les défenseurs ont aussi perdu 3 canons ; cependant, à la nuit tombante, une contre-attaque leur permet de chasser les Russes du faubourg Saint-Crépin. La canonnade se poursuit jusqu'à 10 h du soir. 

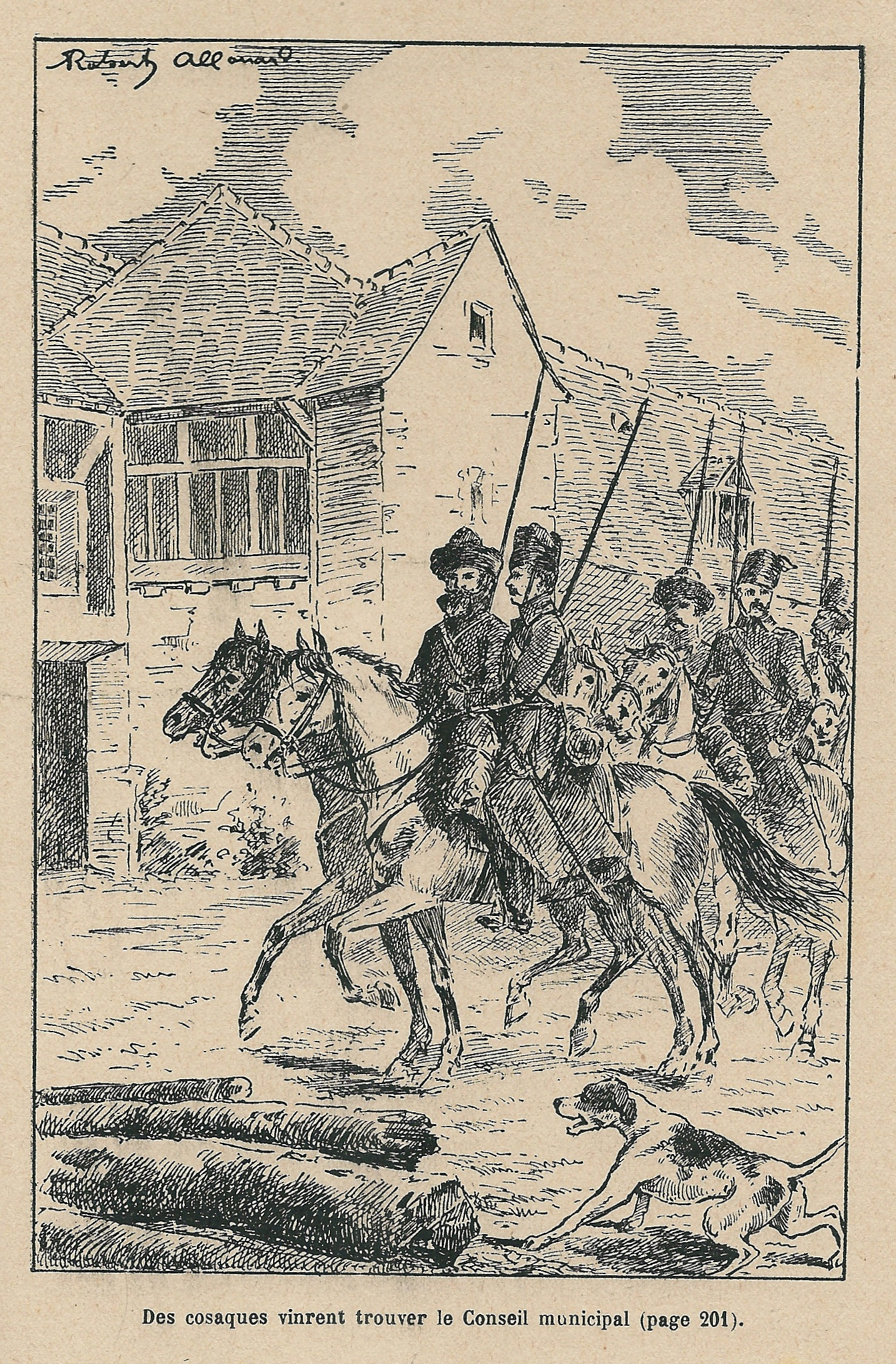
« Des cosaques vinrent trouver le conseil municipal », gravure de l'ouvrage Les Cosaques en Champagne et en Brie : Récits de l'invasion de 1814 par Louis Rogeron et Robert Allouard, 1905.

Pendant la nuit, deux émissaires se présentent et demandent à parler au commandant de Soissons : le capitaine Martens de la part de Bülow et le colonel Löwenstern de la part de Wintzingerode. Leurs démarches ne sont pas concertées et, par la suite, tous deux revendiqueront l'honneur d'avoir obtenu la capitulation de la place. Ils font valoir que leurs troupes, très supérieures en nombre, sont prêtes à l'attaque et que la prise d'assaut d'une ville peut se terminer en massacre et pillage. Moreau, hésitant, réunit son conseil ; plusieurs officiers, le lieutenant-colonel Saint-Hillier, du génie et le colonel Kosinski, s'opposent à la reddition mais Moreau finit par céder à condition de pouvoir évacuer la ville avec ses soldats et 6 pièces d'artillerie. La capitulation est signée à 9 h du matin par Bülow, Wintzingerode et Moreau ; elle spécifie que la garnison quittera la ville à 16 h pour se diriger vers Compiègne et que la ville sera préservée de tout pillage,.
Vers midi, une canonnade se fait entendre au sud de la ville et les soldats pensent que Napoléon arrive : en fait, c'est Marmont qui affronte les Russo-Prussiens vers Neuilly-Saint-Front. Moreau comprend qu'il a été berné et qu'il aurait peut-être pu défendre la ville mais la reddition est signée. Les Polonais, furieux, menacent de reprendre les armes et leurs officiers ont le plus grand mal à leur faire quitter les portes pour évacuer la ville,. Les officiers prussiens avaient fait des difficultés pour laisser partir 6 canons, la première version de l'accord n'en prévoyant que deux, mais le général russe Vorontsov s'écrie : « Donnez-leur les pièces qu'ils demandent, qu'ils les emportent, et les miennes avec s'ils le veulent; mais qu'ils partent! Qu'ils partent! » La tradition locale affirme que Wintzingerode voulut entrer dans la ville dès 14 h mais que le colonel Kosinski menaça de faire tirer sur lui s'il entrait avant l'heure convenue : le général regarda sa montre, dit « C'est juste ! » et se retira. La garnison, accompagnée par 50 cavaliers russes, prend la route de Compiègne où elle arrive vers 21 h.
Un détachement de garde nationale mobile, qui était parti de Paris le 27 février pour aller renforcer la garnison de Soissons, arrive par la forêt de Villers-Cotterêts. Le 2 mars, ils entendent une canonnade qui leur signale la présence de troupes amies, mais elle ne se fait plus entendre le 3 mars : harcelés et encerclés par les cosaques, les hommes finissent par se rendre. Ils sont conduits en captivité à Soissons puis à Laon.

#### Passage de l'Aisne par l'armée de Silésie

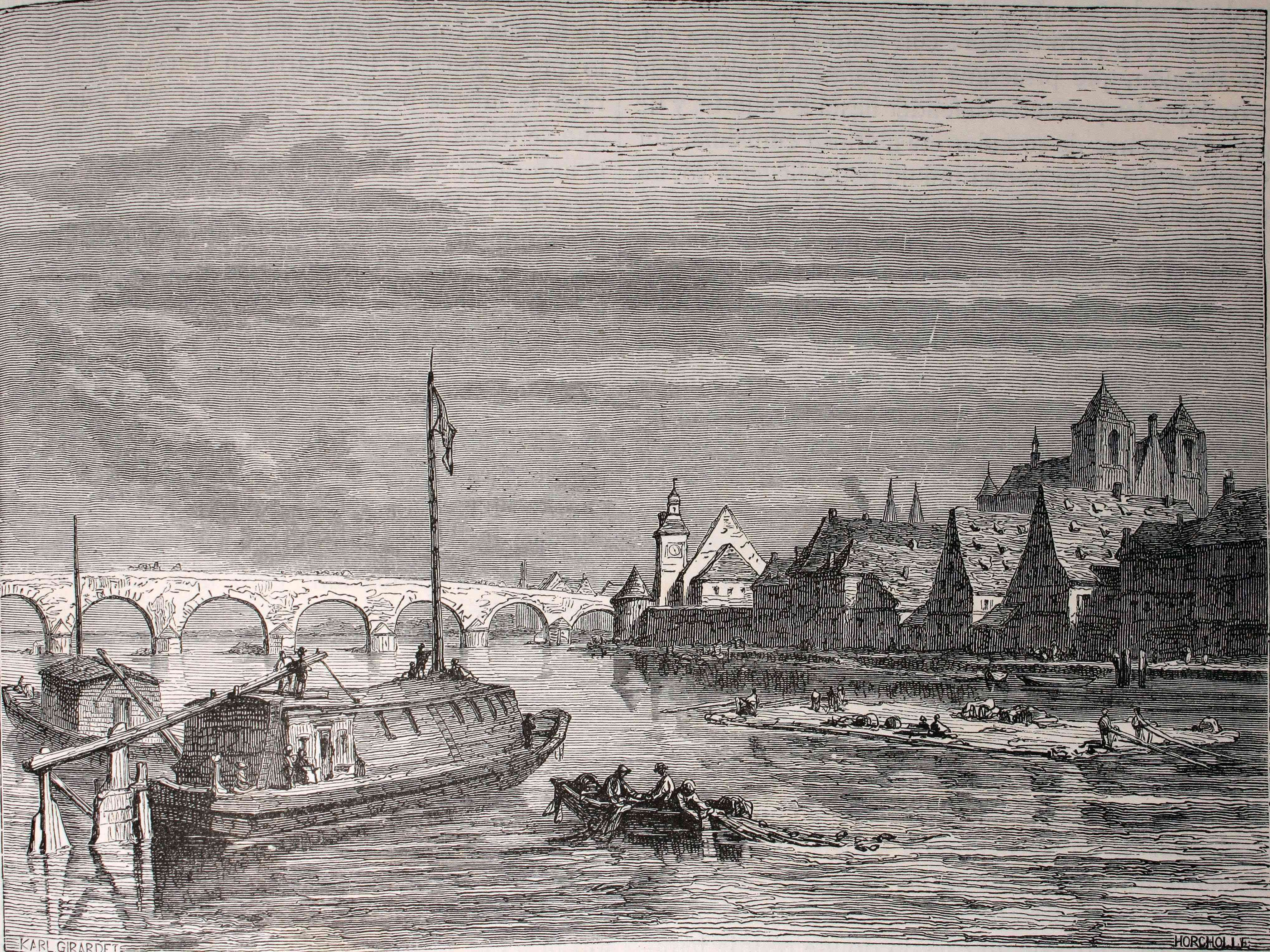
Le pont de Ratisbonne, enjeu d'une précédente bataille en 1809.

Vers midi, Blücher est à Buzancy et ordonne à toutes ses troupes de se diriger vers Soissons. L'avant-garde de l'armée de Silésie, commandée par Osten-Sacken, traverse la ville dans la soirée. Le reste de l'armée suit pendant la nuit, soit par le grand pont de pierre de Soissons, soit par un pont volant établi devant Saint-Crépin-le-Grand. Blücher est d'abord furieux contre Wintzingerode et Blücher qui n'ont pas obéi à l'ordre de le rejoindre à Oulchy. Ils ont le plus grand mal à le convaincre que la reddition de Soissons a probablement sauvé l'armée en lui permettant de se replier derrière l'Aisne pour refaire ses forces. Un autre pont volant avait été installé à Venizel, et un pont de bateaux, fait avec des barques et planches saisis à Soissons, est posé dans la matinée du 4 mars. Les bagages du corps de Kleist, qui se dirigeaient vers Braine, sont rappelés vers Soissons pour profiter du pont principal,. La traversée de la ville donne lieu à des embouteillages et quand la cavalerie passe par le pont de bateaux, vers 5 h du matin, une bousculade se produit et plusieurs hommes tombent dans la rivière. Les témoignages prussiens s'accordent sur l'état d'épuisement des troupes de Blücher. Le régiment de dragons de Lituanie n'avait pas dessellé ses chevaux depuis le 22 février. Les hommes sont fourbus, boueux, vêtus de lambeaux, souvent sans chaussures, les chevaux amaigris, formant un contraste frappant avec les chevaux gras et les uniformes et équipements neufs des troupes arrivant de Belgique avec Bülow. Celui-ci, voyant défiler les troupes de Blücher, commente : « Un peu de repos ne ferait pas de mal à ces gens-là ».  

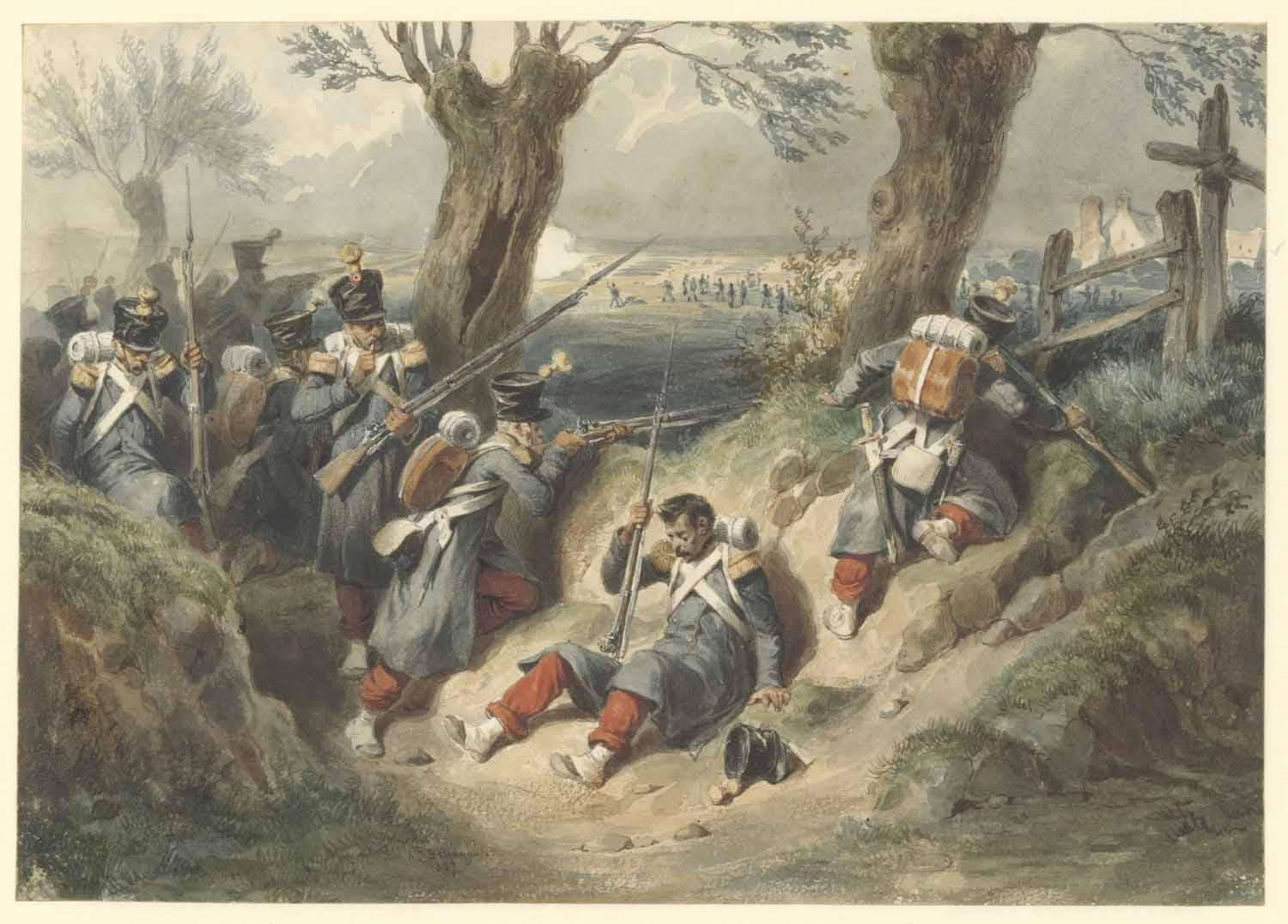
Tirailleurs français napoléoniens au combat dans un chemin creux. Peinture d'Hippolyte Bellangé, 1837.

L'état des troupes françaises n'est pas forcément meilleur. Le 4 mars, la cavalerie légère de Tettenborn rencontre l'avant-garde de Napoléon près de Fismes et fait des prisonniers. Il écrit à Blücher : « L'empereur Napoléon, dont j'ai suivi et côtoyé la marche, n'a avec lui que la jeune et la vieille garde. J'affirme à Votre Excellence que l'effectif total de ces troupes est au plus de 30,000 hommes. Le moment me paraît d'autant plus favorable pour prendre l'offensive que les troupes françaises ont fait environ dix lieues par jour et sont très fatiguées ».
Le 3 mars, Napoléon, n'entendant pas le canon du côté de Soissons, croit que l'armée de Silésie a contourné la ville et qu'elle bat en retraite vers le nord-est. Il ordonne à Marmont et Mortier de continuer à harceler l'arrière-garde des Prussiens et passe la nuit à Bézu-Saint-Germain avec l'intention de leur couper la route le lendemain vers Braine et Fismes, la cavalerie de Grouchy partant en avant-garde. Napoléon ignore encore que Soissons s'est rendue et croit que Wintzingerode est à Fère-en-Tardenois et Bülow à Avesnes-sur-Helpe. C'est seulement le 4 mars, alors que Napoléon, à Fère-en-Tardenois, fait sa jonction avec des renforts amenés par Victor, que Marmont et Mortier arrivent à 11 h à Hartennes et Buzancy : ils trouvent l'armée russo-prussienne rangée en bataille qui leur barre le passage et apprennent que Soissons s'est rendue la veille. Marmont commente : « C'est, à ce qu'il me semble, une belle occasion pour faire pendre un commandant de place ». Napoléon n'apprendra la perte de Soissons que dans la nuit du 4 au 5, en arrivant à Fismes. L'empereur est furieux et, après avoir pris ses dispositions pour la suite de la marche, écrit à son frère Joseph : « cette affaire nous fait un tort incalculable […] Actuellement, il faut que je manœuvre et perde beaucoup de temps à faire des ponts. Veillez à ce qu'on fasse un exemple ».
Napoléon est encore à Fismes quand il reçoit une autre nouvelle désastreuse : la proclamation du traité de Chaumont, signé par les Alliés le 1er mars 1814, où ils affichent leur intention de continuer la guerre jusqu'à l'abdication de Napoléon et invitent les Français à accepter une paix honorable. Napoléon réplique par les décrets de Fismes : il appelle les Français à l'insurrection générale contre les envahisseurs et menace de punir pour trahison tous les maires, fonctionnaires publics et autres qui ne se joindraient pas à la lutte à outrance.

#### Jugement et polémiques
La capitulation de Soissons a donné lieu à de vifs reproches et à des polémiques. Napoléon, dès qu'il apprend la capitulation de Soissons, dans la nuit du 4 au 5 mars, écrit au ministre Clarke pour réclamer une condamnation exemplaire contre Moreau et ses officiers : « Faites arrêter ce misérable, ainsi que les membres du conseil de défense, et pour Dieu ! faites en sorte qu'ils soient fusillés dans les vingt-quatre heures sur la place de Grève. Il est temps de faire des exemples. Que la sentence soit bien motivée, imprimée, affichée et envoyée partout ».
Le journal Le Moniteur, organe gouvernemental, dans son numéro du 13 mars, est tout aussi sévère pour la « lâcheté » du général Moreau mais rend hommage à la vaillance des Polonais : 30 d'entre eux, pour leur conduite à Soissons, recevront la Légion d'honneur. 
Moreau est incarcéré à la prison de l'Abbaye ; le 24 mars 1814, lui et ses officiers sont entendus par la commission militaire qui conclut qu'il avait manqué à ses devoirs en préparant mal la défense de la place et ne l'avait pas soutenue autant qu'il le pouvait. Cependant, la sentence n'est pas prononcée. Moreau est sauvé par la chute de Napoléon : le gouvernement provisoire royaliste nomme ministre de la guerre le général Pierre Dupont de l'Étang à qui Napoléon n'avait jamais pardonné sa capitulation devant les Espagnols à la bataille de Bailén en 1808 et qui avait donc de bonnes raisons pour ne pas accabler le commandant de Soissons.

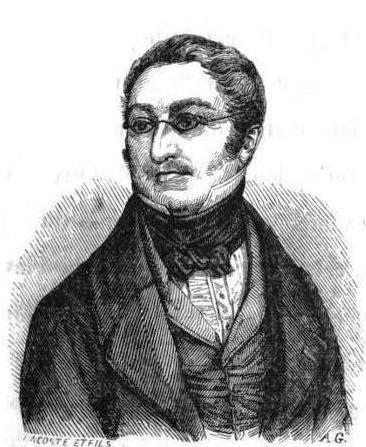
Adolphe Thiers : son Histoire du Consulat et de l'Empire, publiée de 1845 à 1862, est un ouvrage de référence au XIXe siècle. Gravure de 1843.

L'affaire de Soissons reste un objet de controverse tout au long du XIXe siècle. Achille de Vaulabelle en fait un récit très exagéré : « Blücher se voit perdu. Résolu de tenter un effort désespéré, il ordonne à tout hasard une démonstration contre Soissons. Ses colonnes démoralisées s'avancent prêtes à rétrograder et à se dissoudre au premier coup de canon. Chose étrange ! l'artillerie des remparts reste muette, les ponts-levis s'abaissent ! Les Prussiens étonnés rentrent une seconde fois dans la ville. Blücher est sauvé ! » Adolphe Thiers, dans son Histoire du Consulat et de l'Empire, appelle la capitulation de Soissons « cet événement, le plus funeste de notre histoire, après celui qui devait un peu plus tard s'accomplir entre Wavre et Waterloo ». Henry Houssaye et Maurice-Henri Weil pensent aussi que l'armée de Silésie, à bout de forces, aurait été détruite sans le passage de Soissons. L'historien russe Modest Bogdanovitch pense que l'armée russo-prussienne n'aurait pas eu le temps de construire un pont assez solide pour faire passer les chariots et les canons. Au contraire, Clausewitz estime que même sans la prise de Soissons, Blücher avait suffisamment d'avance pour passer l'Aisne par les ponts de bateaux ; l'historien régional Édouard Fleury estime qu'avec les troupes fraîches de Wintzingerode et Bülow, Blücher aurait pu risquer la bataille au sud de l'Aisne en supériorité numérique et que la petite garnison de Soissons, courageuse mais mal pourvue en armes et munitions, aurait été submergée sous le nombre et aurait probablement dû capituler avant 16 h ; ni Marmont et Mortier, avec leurs faibles effectifs, ni Napoléon, trop éloigné, n'étaient pas en mesure de secourir Soissons dans la journée du 3 mars.

### Troisième siège (5 mars)

#### Escarmouches autour de l'Aisne et reprise de Reims

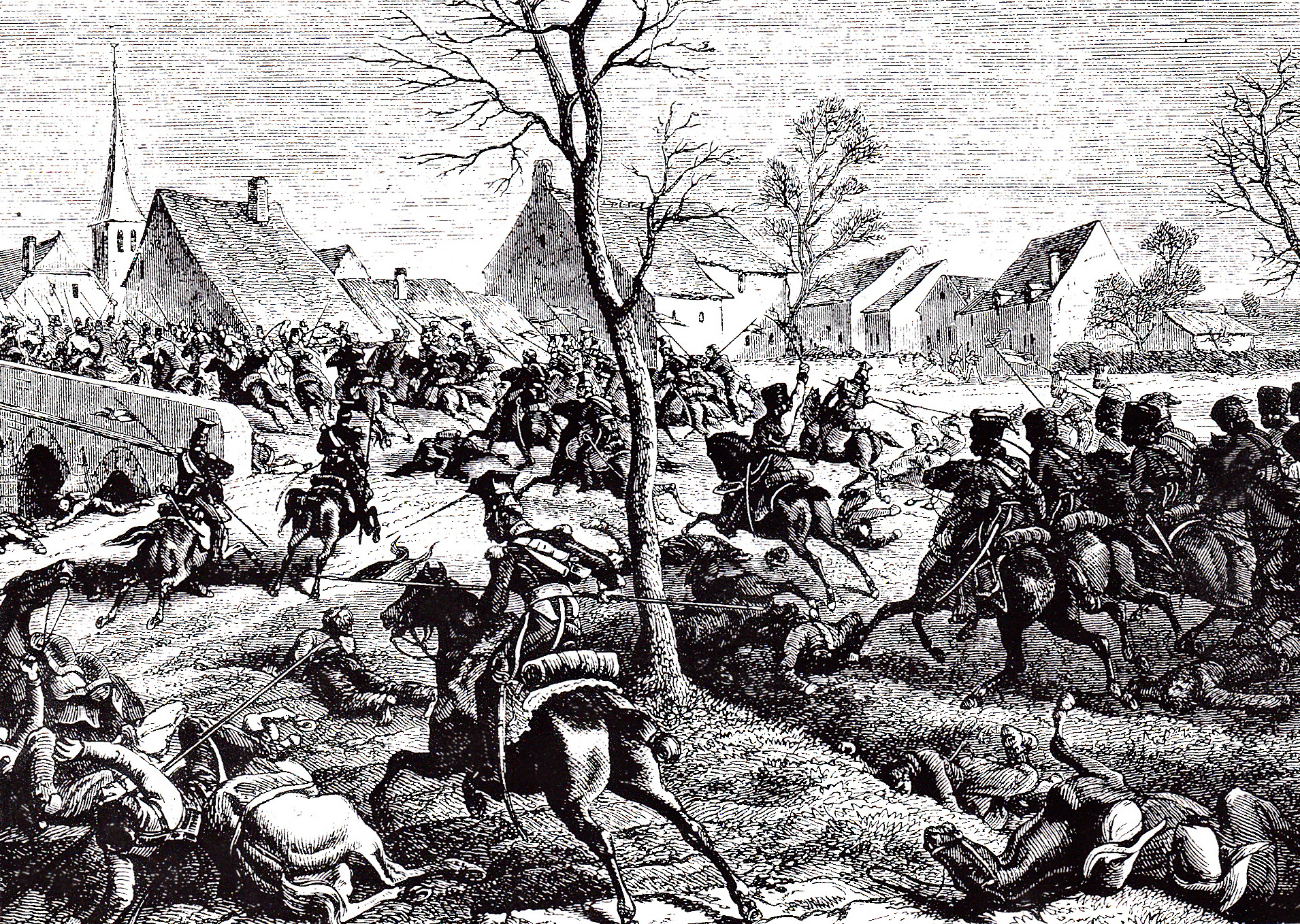
Prise du pont par la cavalerie polonaise lors du combat de Berry-au-Bac le 5 mars 1814, gravure d'après Félix Philippoteaux (1815-1884).

Dans la journée du 4 mars, l'armée russo-prussienne passe au nord de l'Aisne et se dirige vers le plateau de Craonne. Son arrivée terrifie les habitants des villages qui vont s'abriter dans les carrières de Colligis : ils y resteront cachés pendant 35 jours avec leurs biens et leur bétail. 
Vers Braine, la cavalerie de la Garde française capture quelques chariots de bagages attardés : la cavalerie russe contre-attaque, les reprend et fait une centaine de prisonniers. Tchernychev est encore sur la rive sud, près de Vailly, avec 6 régiments de cosaques et un de dragons de Volhynie ; il trouve un pont inachevé que ses hommes complètent avec des planches ; ils se hâtent de passer sur la rive nord où les attendent deux régiments d'infanterie russe, tandis que la cavalerie française de Grouchy et Ney arrive du sud. M.H. Weil date cette traversée du 5 mars. 
Dans la nuit du 4 au 5, la cavalerie française attaque un campement de cosaques à Braine, en capture une centaine et délivre les soldats français qu'ils avaient pris la veille ; la même nuit, elle entre par surprise dans Reims et fait prisonnière la petite garnison russe. Quelques habitants de Braine avaient participé à l'attaque contre les cosaques : ils se hâtent ensuite d'évacuer le bourg qui, en représailles, est mis à sac par les Russes la nuit suivante. 
Le 5 mars, Tchernychev est à Berry-au-Bac où se trouve le premier pont de pierre en amont de Soissons. Napoléon ordonne de construire des ponts de bateaux à Maizy puis à Roucy : ces tentatives échouent sous les tirs des cosaques qui tiennent la rive nord. 50 cavaliers polonais qui avaient passé à gué sur la rive nord ne peuvent s'y maintenir. Napoléon envoie alors la cavalerie polonaise du général Pac, suivie par les Français de Nansouty et Exelmans, pour s'emparer de Berry-au-Bac : à 11 h, les cavaliers franco-polonais rencontrent un détachement cosaque posté au sud du pont, le mettent en fuite et passent sur le pont avec les fuyards avant que les Russes n'aient le temps de réagir ; ils s'emparent du village, de 300 prisonniers et de deux canons. Napoléon, maître du pont, peut faire passer son armée au nord de l'Aisne et reprendre les opérations contre Blücher : il ordonne à ses généraux de poursuivre en direction de Laon.  
Le détachement de cavalerie légère de Tettenborn, qui s'était replié de Braine vers Ville-en-Tardenois, tente de rentrer à Reims le 5 mars ; il trouve la ville occupée par les Français et, coupé du corps de Wintzingerode, doit aller jusqu'à Épernay pour faire sa jonction avec Saint-Priest qui arrive d'Allemagne.

#### Attaque infructueuse de Marmont et Mortier contre Soissons

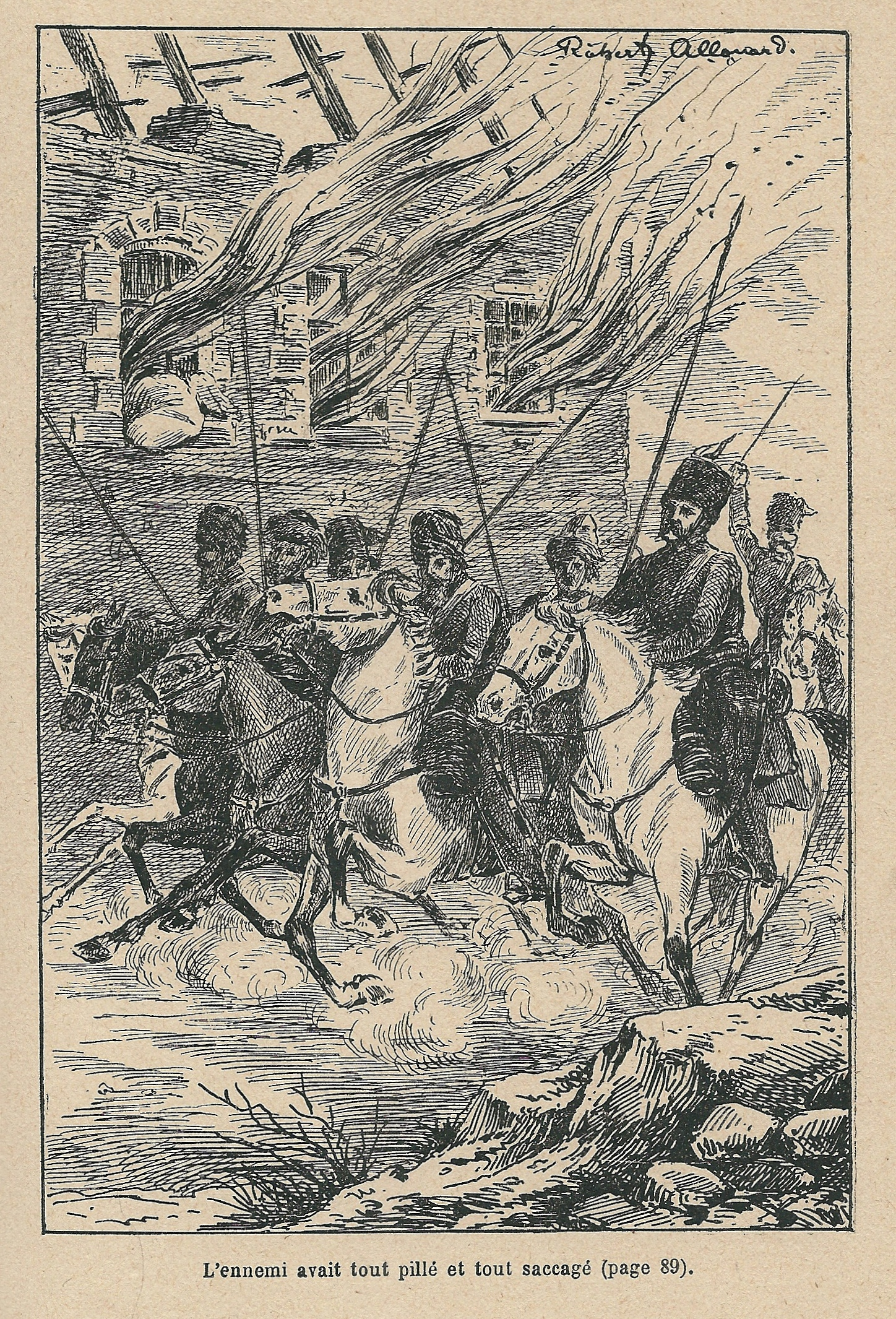
« L'ennemi avait tout pillé et tout saccagé », gravure de l'ouvrage Les Cosaques en Champagne et en Brie : Récits de l'invasion de 1814 par Louis Rogeron et Robert Allouard, 1905.

Le matin du 5 mars, Marmont et Mortier veulent reprendre Soissons : ils croient à tort que les Russo-Prussiens n'y ont laissé qu'une faible troupe ; en fait, il s'y trouve une solide garnison commandée par Aleksandr Roudzevitch (ru). A 8 h du matin, les maréchaux attaquent vers le faubourg de Paris, défendu par 4 régiments de chasseurs, un bataillon du régiment de Stary Oskol et 28 canons contre les 30 canons des maréchaux : c'est un échec. À 15 h, une seconde attaque sur le faubourg de Reims, défendu par le régiment de Bielosersk et le 48e de chasseurs, n'a pas plus de succès : les Français entrent dans le faubourg mais ne peuvent s'y maintenir. Leurs obus mettent le feu à une partie de la ville ; l'incendie se prolonge jusqu'à 18 h, détruisant l'hôtel de ville, de nombreuses maisons et fabriques tandis que les maraudeurs et cosaques irréguliers, profitant que leurs officiers sont occupés ailleurs, mettent les maisons au pillage. Roudzevitch, une fois les attaquants partis, intervient pour faire éteindre l'incendie et arrêter les pillards. Les maréchaux, après cette tentative infructueuse, doivent quitter Soissons pour aller rejoindre le gros de l'armée par le pont de Berry-au-Bac. Selon Édouard Fleury, la ville a davantage souffert dans cette journée que lors des deux sièges précédents et de celui qui suivra,. Les pertes des Français s'élèvent au moins à 800 ou 900 tués et blessés, celles des Russes à 1 056. 300 blessés russes, selon Fleury, périssent dans l'incendie de l'hôpital. Marmont et Mortier laissent un escadron en arrière qui, le matin du 6, tiraille contre les Russes pour les empêcher de les poursuivre.
Le 6 mars, de Berry-au-Bac, Napoléon envoie l'ordre de ramener à Soissons sa garnison repliée à Compiègne et de mettre de nouveau la ville en état de défense. En fait, après l'échec de la tentative de Marmont et Mortier le 5 mars, c'est seulement le soir du 7 mars que les Russes, apprenant la victoire de Napoléon à la bataille de Craonne, évacuent la ville. La garnison de Roudzevitch, forte de 6 000 hommes, quitte la ville entre 17 h et 22 h et part retrouver l'armée de Blücher à Laon ; en partant, faute de moyens de transport, elle encloue ses canons et laisse ses blessés aux soins des Français. Les cavaliers français du général Colbert réoccupent Soissons le 8 au matin. La ville et les villages environnants sont dans un état de dévastation ; les habitants mettront plusieurs semaines à inhumer ou jeter dans la rivière les milliers de cadavres d'hommes et de chevaux ; l'hôtel-Dieu reçoit jusqu'à 1 500 blessés et malades dont plusieurs sont atteints du typhus.
Le 9 mars à Crouy, les cosaques de Benckendorff surprennent un convoi français, capturent le préfet de l'Aisne, Malouet, qui avait reçu l'ordre de l'empereur de se rendre de Soissons à Laon, et manquent de peu le général Nansouty qui s'échappe en passant l'Aisne à la nage,. 
Napoléon, après sa défaite de Laon (9-10 mars 1814), doit renoncer à venir à bout de l'armée de Blücher, trop supérieure en nombre. Le 10 mars à 16h, il ordonne à son armée de se replier vers Soissons tandis que le corps de Marmont, sévèrement battu par les Prussiens à Athies-sous-Laon, repasse au sud de l'Aisne à Berry-au-Bac. Le 11 mars, sur la route de Soissons, l'armée de Napoléon doit repousser plusieurs attaques de Tchernychev : son effectif, déjà amoindri par les batailles de Craonne et Laon, « fond comme la neige ». L'armée prussienne n'est guère en meilleur état : à court de vivres, elle vit de pillage et maraude dans un pays déjà dévasté, et le chef d'état-major Gneisenau, qui remplace Blücher malade, renonce à poursuivre Napoléon. La cavalerie de Wintzingerode surveille la rive nord de l'Aisne en amont de Soissons. 

## Quatrième siège de 1814 (20-31 mars)

### Préparatifs des Français

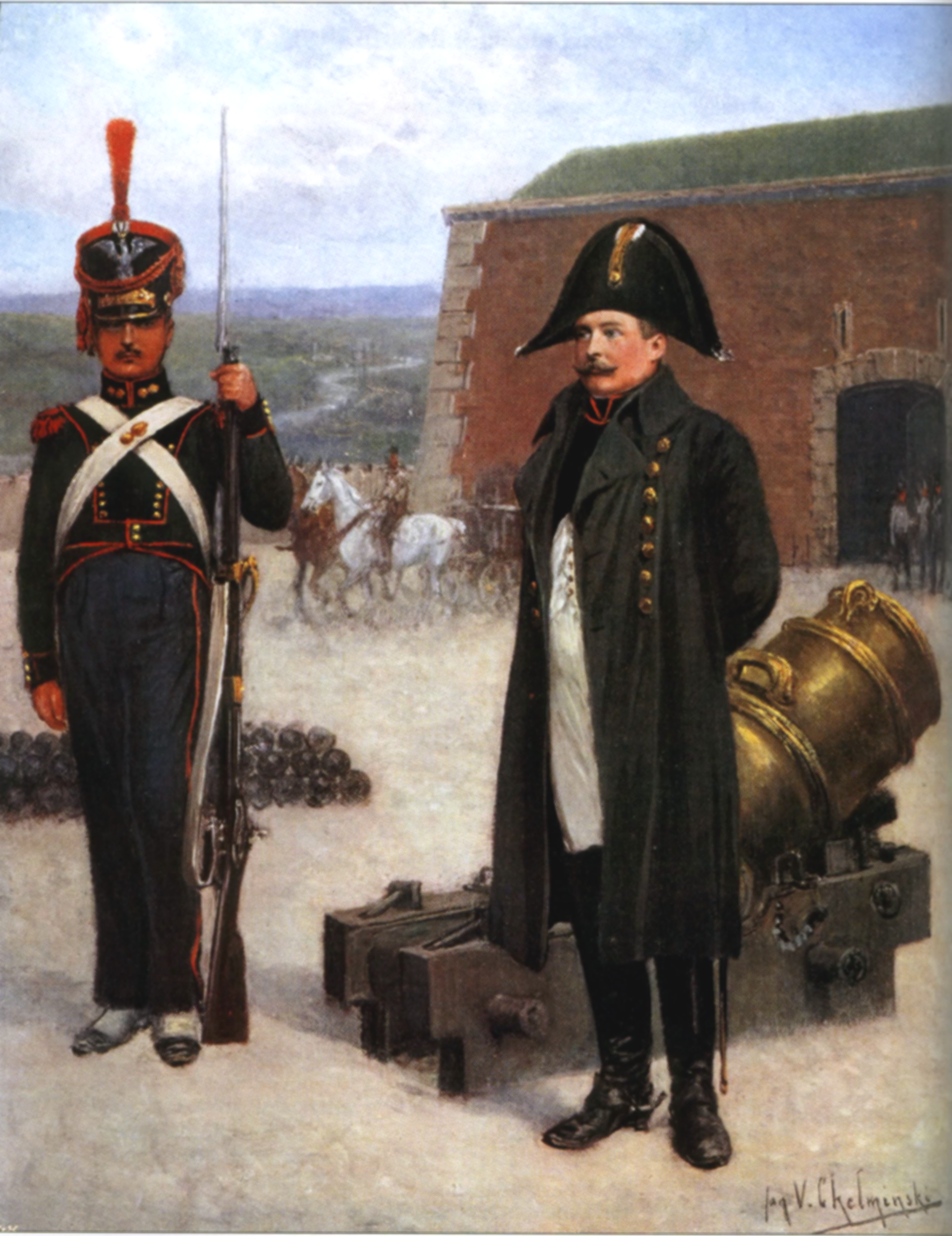
Soldat et officier de l'artillerie de forteresse polonaise du duché de Varsovie, peinture de Jan Chełmiński (1851-1925).

De retour à Soissons, Napoléon, conscient de l'importance stratégique de la place, entreprend de la remettre en état de défense. Dès le 6 mars, il avait écrit au ministre Clarke pour lui demander de nommer à ce poste « un jeune officier supérieur, du grade de colonel ou même de chef de bataillon, qui eût sa fortune militaire à faire, et que ce choix fût aussi bon que possible en raison de la haute importance du poste ». Le ministre désigne le commandant François-Antoine-Christophe Gérard, « jeune homme actif, intelligent et dévoué » selon Clarke. La garnison est portée à 2 000 fantassins et 100 cavaliers, avec la promesse d'une puissante artillerie : l'empereur fait revenir à Soissons le régiment de la Vistule, qui avait été évacué à Compiègne, et le colonel du génie Prost, qui avait dirigé les travaux de fortification au début de l'année. Le commandant Gérard et le nouveau sous-préfet, Charles Jean Harel, arrivent à Soissons le soir du 10 mars. Gérard se trouve commander à deux officiers qui lui sont supérieurs en grade, le général Neigre, qui commande l'artillerie, et le colonel Prost. Cet écart de grade étant incommode, Neigre et Prost sont par la suite envoyés ailleurs.
La situation de la ville est de nouveau difficile car la levée en masse prévue dans le département rend très peu et il n'y a guère de volontaires pour la Garde nationale ; les troupes russo-prussiennes tiennent tout le pays de Laon à Coucy et Vic-sur-Aisne et la cavalerie de Benckendorff fait des incursions jusqu'à Crouy. 
La plus grande partie de l'armée française arrive à Soissons le 11 mars, épuisée, affamée, encombrée de blessés et de mourants. Napoléon, arrivé vers 16 h, visite aussitôt les remparts avec le commandant Gérard, salue la municipalité et donne les ordres pour que la place reçoive les moyens nécessaires, cette fois sans retard : 10 pièces de forteresse, 20 autres canons envoyés de Vincennes, 7 fourgons de munitions (dont un explosera en route) et des vivres pour 20 jours. Les maisons des faubourgs, qui avaient gêné la défense lors des précédents sièges, seront rasées, leurs arbres abattus et le pont sur l'Aisne miné. Au cas où l'enceinte entière ne serait pas défendable, il est prévu de retirer la garnison dans le faubourg Saint-Waast, transformé en citadelle. Napoléon quitte Soissons le 13 mars vers 6 h du matin et reprend Reims aux Russes dans la nuit du 13 au 14 ; leur général Saint-Priest est mortellement blessé. Pour faire face aux nouvelles offensives ennemies, tandis que l'empereur se dirige vers Arcis-sur-Aube pour affronter l'armée de Schwartzenberg, le maréchal Mortier est laissé à Reims, Marmont à Berry-au-Bac et la division du général Charpentier autour de Soissons.
Soissons reçoit 1 060 hommes du dépôt de la Garde impériale (un bataillon du 11e régiment de voltigeurs et un du 14e de tirailleurs), un bataillon de 400 hommes du 70e régiment d'infanterie, 120 artilleurs et 59 sapeurs polonais, un détachement du génie, mais doit se séparer du régiment de la Vistule, affecté à l'armée du maréchal Ney. Le sous-préfet Harel parvient à mettre sur pied une garde urbaine de 300 hommes mais ses efforts de levée en masse dans le département se heurtent à une insoumission massive ; les gardes forestiers du département, envoyés à Claye et dont on espérait faire une unité mobile de partisans, se dérobent et l'administration des Eaux et Forêts ne souhaite pas se défaire de son personnel au moment où les forêts sont pleines d'insoumis et de déserteurs.
Le 18 mars 1814, Gérard passe en revue sa garnison et prête le serment de mourir plutôt que de se rendre, repris par l'ensemble de la troupe. Ses troupes comprennent : un bataillon de la Jeune Garde au faubourg Saint-Waast, un bataillon de gardes nationaux de l'Aisne entre la porte du Mail et la tour de l'Évangile, des détachements des 70e et 87e régiment d'infanterie entre le rempart Saint-Christophe et les Capucins, un bataillon du 136e régiment d'infanterie vers Saint-Jean-des-Vignes, une réserve de 80 cavaliers sur la place d'Armes ; en tout, 2 621 fantassins et 180 cavaliers. Beaucoup de fusils sont défectueux et il n'y a pas d'atelier pour les réparer. L'artillerie compte 39 canons de tous calibres, plus 11 pièces abandonnées par les Russes et remises en état. Les travaux de fortification sont incomplets faute d'argent et de bois. Les provisions comptent 60 000 rations de pain, 50 000 de viande, 5 000 de vin et très peu d'eau-de-vie, les alcools étant alors considérés comme nécessaires à la santé des soldats ; les bêtes de somme et le foin manquent.

### Mouvements des Prussiens

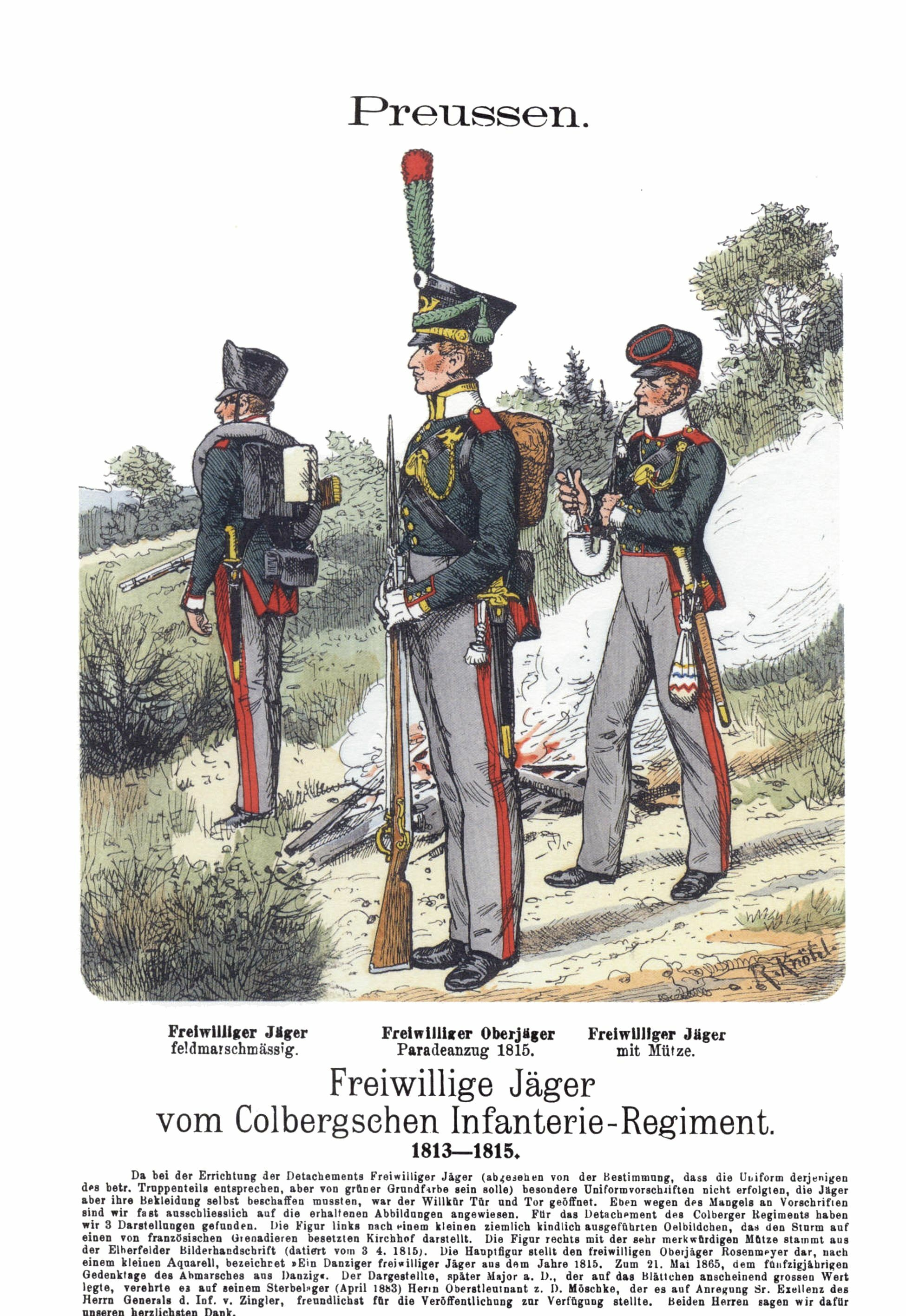
Chasseurs volontaires du régiment de Colberg, unité du 3e corps de Bülow engagée au siège de Soissons. Dessin de Richard Knötel, 1890.

Blücher, toujours malade, ne réagit que lentement aux mouvements des Français. Ce n'est que le 17 mars qu'il ordonne à l'armée de Silésie de se remettre en mouvement entre Laon et Berry-au-Bac. La cavalerie légère de Tchernychev a l'ordre de se porter sur la rive sud de l'Aisne pour tourner les Français. Dans la journée du 18 mars, les Russo-Prussiens passent l'Aisne à gué en deux endroits, à Pontavert et Baslieux-lès-Fismes, et Marmont doit se replier vers Fismes en faisant sauter le pont de Berry-au-Bac. Ce pont et celui de Pontavert sont occupés dans la nuit et réparés par les Russo-Prussiens.
Marmont demande à Mortier et Charpentier de rassembler toutes leurs troupes pour livrer bataille à Fismes ; les Russo-Prussiens évitent Fismes mais encerclent Reims, tenue par deux escadrons de dragons français qui s'échappent une fois la nuit tombée. Dans la nuit du 20 au 21, Marmont apprend que l'armée de Silésie continue son chemin par Reims pour se joindre à celle de Schwarzenberg vers Châlons et reçoit l'ordre de se replier vers Château-Thierry ; seule la cavalerie légère du général Grouvel reste pour couvrir les abords de Soissons. Le 21 mars, un combat de cavalerie oppose les Français en retraite aux Russo-Prussiens à Oulchy-le-Château ; dans la soirée, Marmont et Mortier sont à Château-Thierry, les Russo-Prussiens échelonnés entre Fismes et Rocourt-Saint-Martin, non loin de Château-Thierry ; seul le 3e corps prussien de Bülow reste devant Soissons.

### Encerclement et siège
Le 20 mars, Gérard reçoit un courrier du général Charpentier l'informant que l'armée russo-prussienne a passé l'Aisne. Le même jour, vers Crouy, un régiment de cosaques attaque par surprise un avant-poste d'une centaine de cavaliers du général Grouvel qui doivent se replier précipitamment dans Soissons. Un émissaire prussien vient porter une sommation au commandant Gérard qui réplique « que la place de Soissons ne correspondrait avec les assaillants qu'à coups de canon ». Le 21 mars, les Prussiens, ayant posé un pont à Venizel, se déploient autour de la ville ; la cavalerie de Grouvel, réduite à 400 hommes, se replie vers Villers-Cotterêts. La cavalerie de Bülow arrive à Montgobert, celle de Kleist à Ancienville, Faverolles et La Ferté-Milon, coupant les communications de Soissons ; des paysans payés par Grouvel pour faire passer des dépêches ne peuvent atteindre la ville,. C'est par le bruit de la canonnade, entendu par la garnison de Compiègne, que Paris apprend le commencement du siège. 

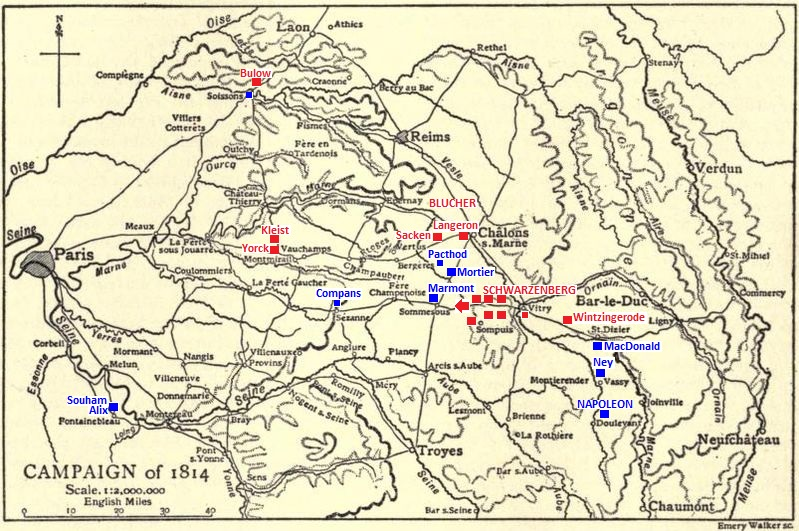
Situation à la fin de mars : siège de Soissons (nord-ouest de la carte), bataille de Fère-Champenoise (25 mars) et deuxième bataille de Saint-Dizier (26 mars).

Le 22 mars, le corps russe d'Osten-Sacken fait sa jonction avec celui de Bülow ; leurs forces sont estimées à 25 000 hommes avec 60 ou 70 pièces d'artillerie. Leurs convois de ravitaillement depuis la Belgique passent par Montdidier, La Fère, Noyon et Laon, escortés par un détachement de 1 200 hussards basés à Noyon ; La Fère a une garnison de 700 fantassins et 300 artilleurs avec 40 canons ; des garnisons plus petites sont à Chauny, Monceau-lès-Leups et Laon.
Le 23 mars, Bülow lance une attaque contre la porte de Reims, qui est repoussée. Il envoie un deuxième émissaire qui n'est pas mieux reçu que le précédent. Il fait installer des positions pour ses batteries et se prépare à un siège en règle. La ville est violemment bombardée dans la nuit du 23 et la journée du 24 mais une sortie de l'artillerie à cheval polonaise permet de détruire une partie des tranchées creusées par les assiégeants. Le 25 mars, les habitants constituent une unité de sapeurs volontaires pour aider ceux de l'armée. 
Le 26 mars, le corps russe d'Osten-Sacken quitte Soissons pour aller rejoindre Blücher. Dans la journée du 27 et la nuit suivante, les Prussiens tentent un nouvel assaut sans succès. Le 28 mars à 16 h, les assiégés lancent une sortie en masse vers les faubourgs Saint-Christophe et de la Crise, soutenus par un feu intense de leur artillerie, et détruisent à nouveau les travaux de siège des Prussiens ; cette opération leur coûte 80 tués et blessés mais ruine les préparatifs d'un assaut prussien prévu pour le lendemain. 
Dans la nuit du 29 au 30 mars, les assiégeants aménagent une galerie blindée en direction de l'abbaye Saint-Jean, tentative dangereuse pour les assiégés qui avaient entreposé une grande partie de leurs provisions sous cette abbaye : Gérard fait préparer leur évacuation vers le bastion Saint-Waast, puis les assiégés lancent une grande quantité de projectiles enflammés qui détruisent la galerie, tout en mitraillant pour empêcher les Prussiens de l'éteindre. 
L'historiographe du régiment de Colberg, unité du 3e corps de Bülow, note que « jusqu'au 30 mars […] Soissons fut vivement bombardée tous les jours ; l'ennemi faisait de fréquentes sorties et le feu de mousqueterie durait sans interruption. Le régiment y perdit de nombreux hommes ».
Le matin du 30 mars, les assiégés ont la surprise de trouver les tranchées ennemies désertes : les Prussiens s'éloignent en direction de Compiègne, Reims et Laon, en ne laissant qu'une batterie de 7 pièces sur la montagne de Presles. Les Français s'empressent de détruire tous les ouvrages de siège pour prévenir un retour offensif. À partir du 31 mars, les Prussiens ne se manifestent plus que par quelques tirs de canon depuis leur batterie de la montagne.

### Blocus à distance et fin de la guerre
La garnison de Soissons, coupée du monde extérieur, ignore les raisons du départ de Bülow. Napoléon, après un dernier échec à la bataille d’Arcis-sur-Aube les 20-21 mars contre la grande armée de Schwartzenberg, a tenté une dernière manœuvre vers l'est dans l'espoir d'attirer les coalisés à sa suite, puis de rallier les garnisons et la levée en masse des départements de l'est. Le 23 mars, l'état-major de l'armée de Silésie est à Fismes : Gneisenau, qui commande toujours à la place de Blûcher malade, ordonne à toutes les forces russo-prussiennes de se diriger vers le sud-est pour empêcher Marmont et Mortier de rejoindre Napoléon ; Bülow, s'il ne peut pas emporter rapidement Soissons, devra quitter la place en ne laissant qu'un blocus léger devant Soissons et Compiègne. Le 24 mars, Blücher apprend que la grande armée, au lieu de suivre Napoléon, marche sur Paris : il ordonne aussitôt à toutes ses forces de se diriger vers le sud pour s'emparer de la capitale. 

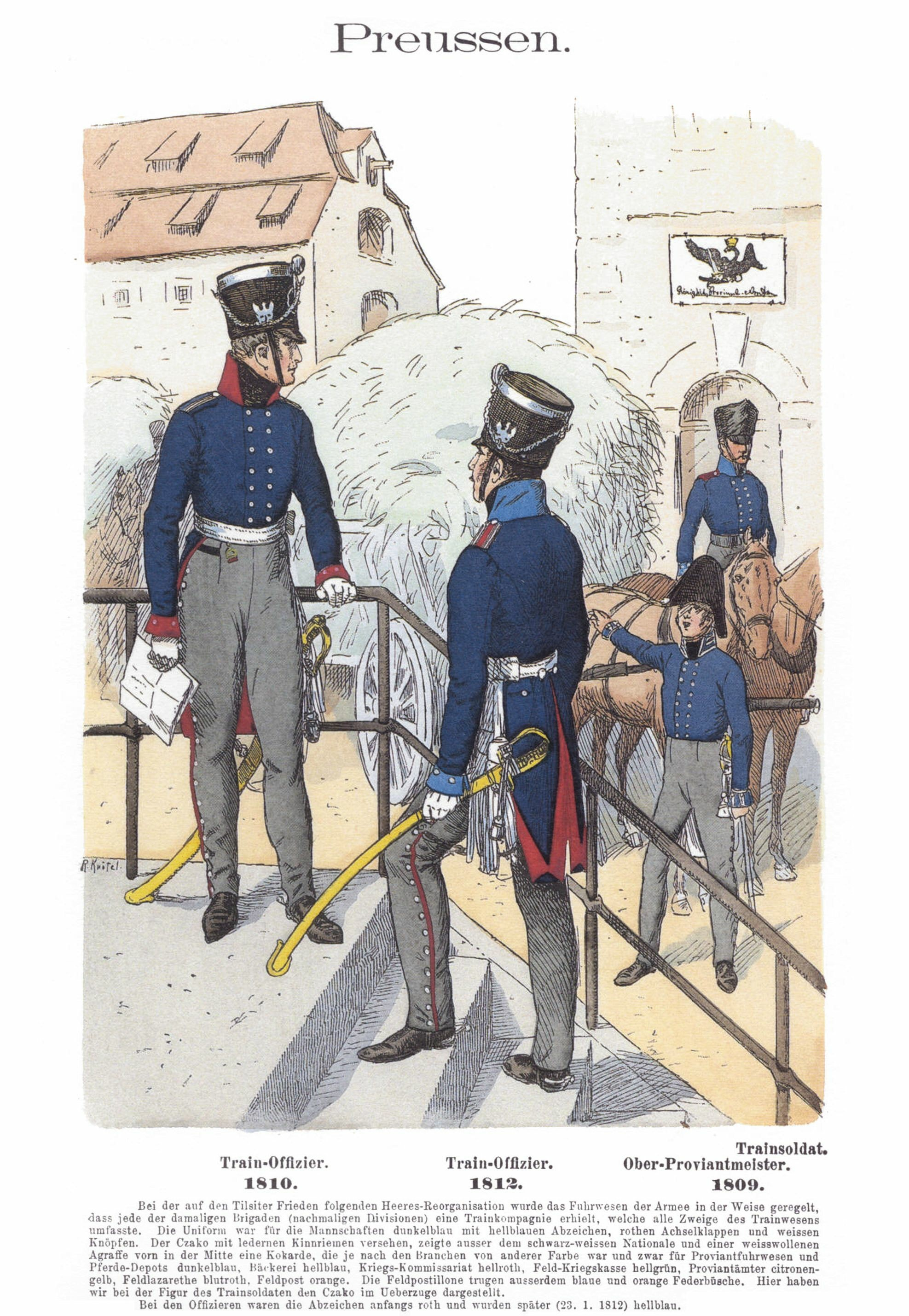
Soldats du train prussien transportant du fourrage, dessin de Richard Knötel, 1890.

Les Russes, après avoir occupé la forêt, entrent à Villers-Cotterêts le 27 mars. Napoléon, le 26 mars, remporte une dernière victoire à la bataille de Saint-Dizier sur la cavalerie de Wintzingerode mais ce n'est qu'une diversion qui l'éloigne encore de Paris où converge tout le reste des armées alliées. Le 28 mars, Bülow reçoit une lettre qui lui annonce que « les Alliés marchent sur Paris et y seront sous deux jours ». Le 30 mars, la bataille de Paris leur ouvre les portes de la capitale. Dans la nuit du 30 au 31, Bülow reçoit l'ordre de se porter sur Paris dans l'éventualité d'un dernier retour offensif de Napoléon ; il laisse la direction du blocus au général-lieutenant von Fremenn. À Paris, le gouvernement provisoire capitule le 31 et rétablit les Bourbons. 
Compiègne est pris par les Prussiens le 1er avril. Le blocus prussien, un moment interrompu, se renforce peu à peu par des troupes attardées venant de Belgique et des convalescents sortis des hôpitaux de Laon. Des officiers français viennent annoncer la chute de Paris et l'abdication de Napoléon : la garnison de Soissons croit à une ruse et Gérard refuse de déposer les armes. Le 6 avril, il ordonne un coup de main sur Crouy, et le 10 avril, sur Billy. Le 10 avril, jour de Pâques, la cathédrale de Soissons célèbre encore la messe en l'honneur de Napoléon.  
Enfin, le 13 avril, le général d'Aboville arrive de Paris avec des instructions incontestables du gouvernement provisoire et, le 15 avril, un armistice est signé entre Gérard et le général-lieutenant von Borstell, commandant de la 5e division de l'armée du Nord. Il est convenu que les Prussiens n'occuperont pas la ville, ne la traverseront que sous escorte et que les Français leur établiront un pont de bateaux à proximité ; en outre, les Alliés fourniront les vivres nécessaires aux 4 000 hommes et 400 chevaux de la garnison, et les prisonniers seront rendus sans condition de part et d'autre.
Le 22 avril, les Alliés retirent leurs troupes des abords de Soissons, seule ville non occupée du département. Les 10 000 Prussiens du général von Borstell traversent l'Aisne par le pont de bateaux construit hors de la ville tandis que l'artillerie et les bagages passent par la ville et le pont de pierre. Les 40 000 Russes des armées alliées passent peu après.
Il faudra encore plusieurs semaines pour inhumer les corps des combats précédents, et le typhus fait des ravages, particulièrement parmi les 1 500 blessés de l'hôpital. Le 4 mai, une ordonnance royale met fin à l'état de siège où se trouvait Soissons depuis le 12 mars. Le conseil municipal provisoire qui avait administré la ville pendant le siège doit se retirer et restituer leurs postes au maire et aux deux adjoints qui s'étaient enfuis en février. Le traité de Paris, qui met officiellement fin au conflit, est signé le 30 mai et les conscrits de la classe 1815, mobilisés par anticipation, sont libérés à partir du 6 juin.

## Blocus de 1815

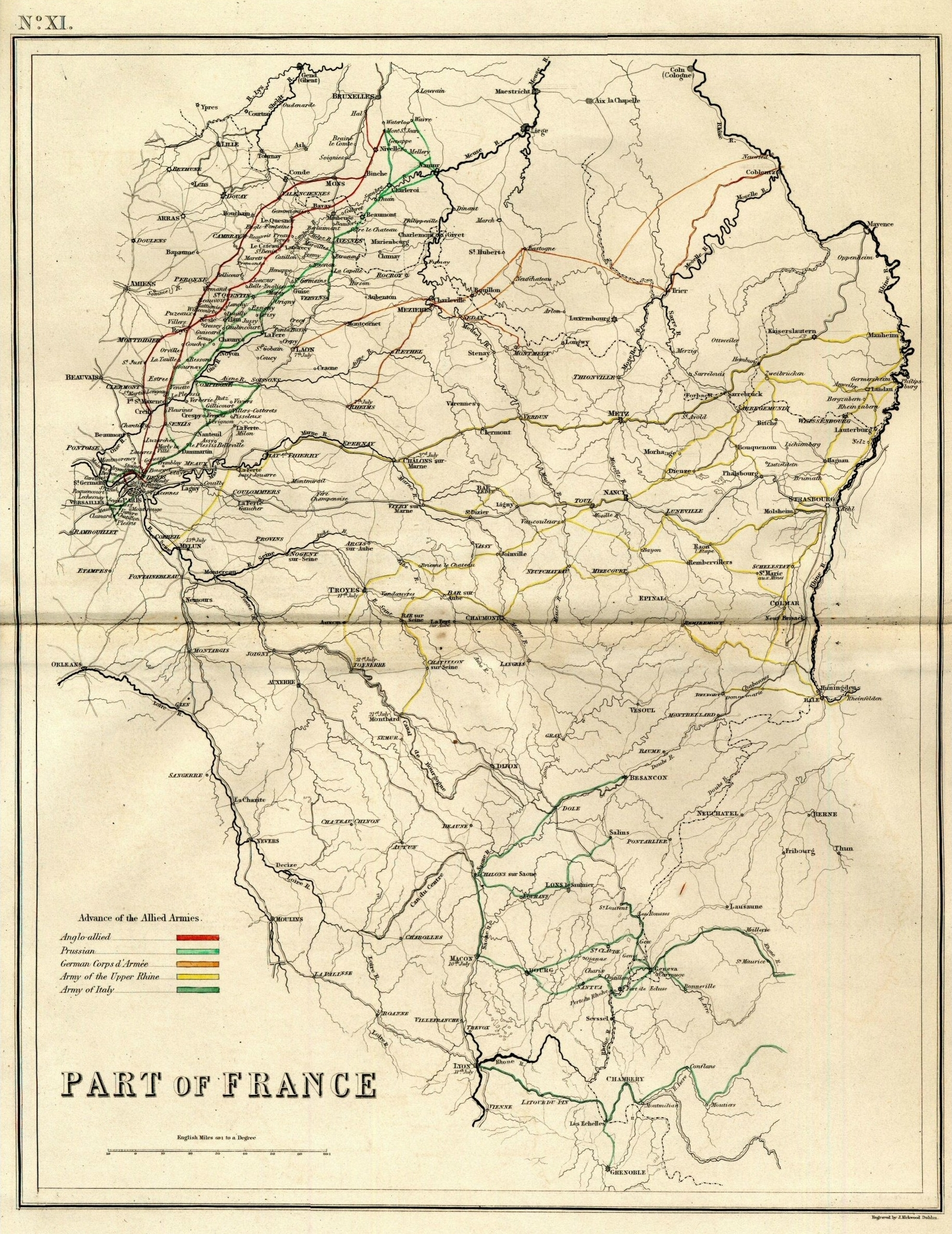
Invasion de la France en 1815

Sous la Première Restauration, Soissons est reconstruite après les incendies et destructions de la guerre ; les archives des propriétés et de l'état civil, perdues dans l'incendie de mars 1814, sont difficilement reconstituées. Le 8 mars 1815, on apprend à Soissons le retour de Napoléon de l'île d'Elbe et son débarquement en Provence une semaine plus tôt : la municipalité et le tribunal adressent une déclaration de fidélité à Louis XVIII ; une compagnie de volontaires royalistes se forme pour défendre le régime des Bourbons. Les généraux Henri Dominique Lallemand et François Antoine Lallemand, qui avaient tenté de soulever la garnison de La Fère en faveur de l'empereur, sont arrêtés et transportés vers Paris en traversant Soissons.
Le ralliement de l'armée à Napoléon entraîne l'effondrement du régime de Louis XVIII qui s'enfuit en Belgique. Le 21 mars 1815, Napoléon entre à Paris ; le 25 mars, la Garde nationale de Soissons proclame son ralliement à l'empereur ; le 3 mai, son commandant, Pierre Lévesque de Pouilly, est élu député de Soissons à la Chambre des Cent-Jours et la municipalité est changée. 
Cependant, les puissances européennes réunies au Congrès de Vienne n'acceptent pas le retour de Napoléon : elles le proclament « ennemi du repos public » et forment contre lui la Septième Coalition. Dès le 5 mai, on commence à travailler aux fortifications de Soissons. Le 25 mai, le commandant Gérard, promu colonel, prend le commandement de la garnison qui comprend 3 bataillons de la Garde nationale de l'Eure-et-Loir et du Loiret, deux régiments polonais, infanterie et cavalerie, et le dépôt du 34e régiment d'infanterie. Le 12 juin, Napoléon traverse Soissons pour aller prendre le commandement de l'armée du Nord dans la campagne de Belgique qui trouve une issue rapide dans le désastre de Waterloo. 
Le 27 juin, l'état-major français traverse de nouveau Soissons avec les débris de l'armée de Waterloo, rejoints par le corps de Grouchy, pour une dernière tentative de défense de Paris. L'armée coalisée arrive à sa poursuite en contournant Soissons qui est soumise à un blocus par le corps russe du général Ouchakov (en). Après la seconde abdication de Napoléon, bien que la garnison ait fait sa soumission à Louis XVIII le 20 juillet, le blocus n'est levé que le 10 août grâce à l'intervention du ministre de la guerre Louis Sébastien Grundler qui négocie avec le général russe. L'occupation russe à Soissons est relativement plus clémente que celle des Prussiens à Laon : sur consigne du tsar Alexandre Ier, les Russes ne font pas obstacle à la formation d'un régiment, la Légion de l'Aisne, ni à l'élection d'un député à la Chambre de la Restauration. 
La guerre amène une dernière catastrophe : le 16 octobre 1815, deux poudrières du bastion Saint-Remy explosent, faisant 39 morts et 200 blessés ; 150 maisons et plusieurs bâtiments publics, gravement endommagés, doivent être évacués. Le gouvernement accorde une aide de 100 000 francs à la ville, les théâtres parisiens donnent des représentations à son profit et l'aérostière Élisa Garnerin réalise une ascension à son bénéfice. 